# Indústria no Brasil

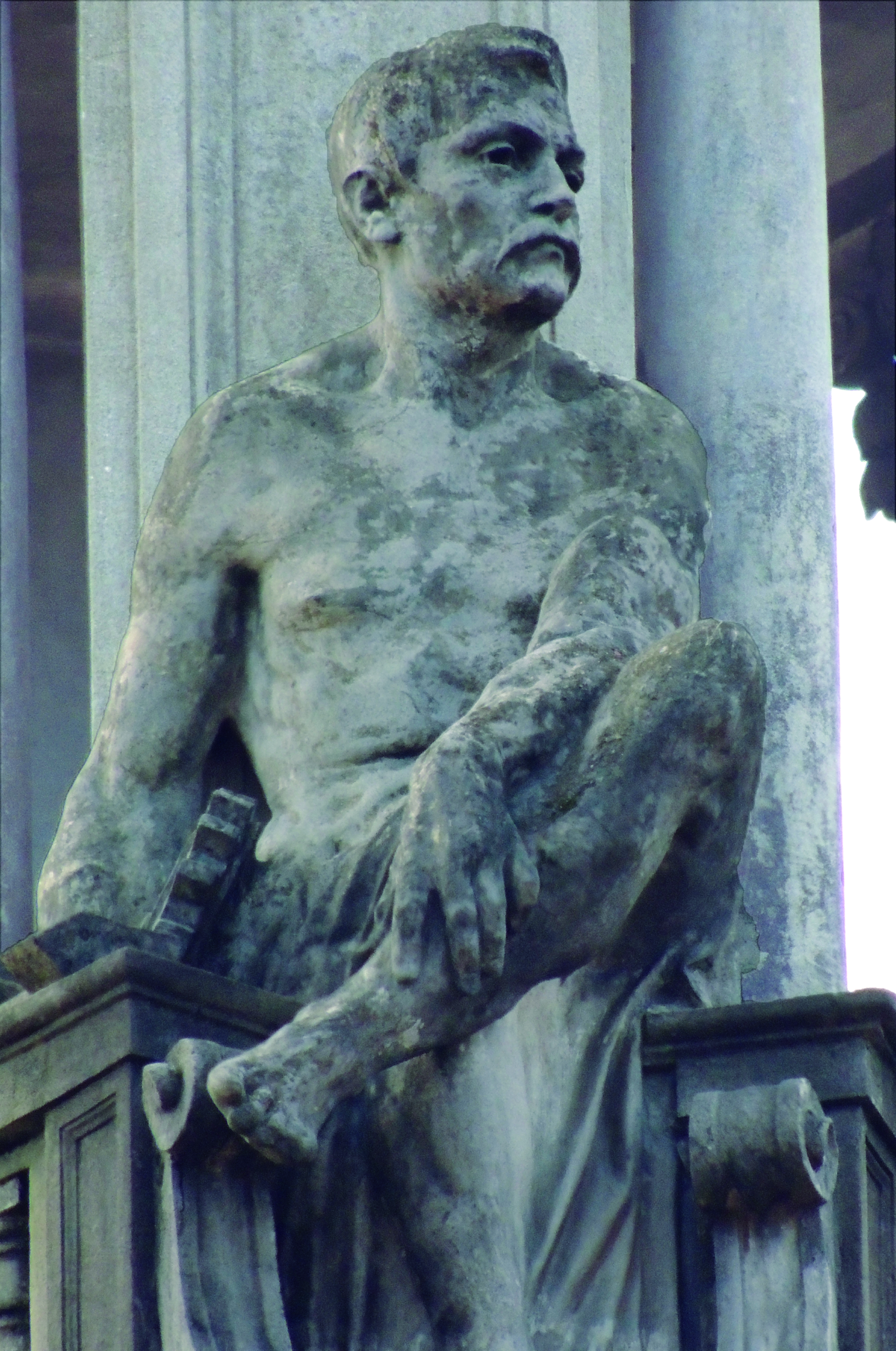
Estátua representando a Indústria na torre da Bolsa de Café em Santos, obra de Adrien Henri Vital van Emelen.

A indústria no Brasil é nova comparada à de outros países, mas teve seus primeiros passos já no período colonial. Levou-se um certo tempo, porém, para crescer satisfatoriamente no início do século XIX através de investimentos autônomos estimulados pelo período monárquico e principalmente para se solidificar e se estruturar a partir da década de 1930, com as medidas políticas dos governos de Getúlio Vargas e Juscelino Kubitschek. Hoje, o país é considerado um dos países subdesenvolvidos mais industrializados do mundo e ocupa o décimo quinto lugar no segmento em escala global.
Os esforços do passado geraram bens de consumo e até mesmo tecnologia de ponta. Os principais tipos de indústrias no Brasil são as automobilísticas, petroquímicas, de produtos químicos, alimentares, de minerais não metálicos, soja, têxtil, de vestuário, metalúrgica, mecânica, etc. No Brasil, as áreas de comércio, saúde, serviço público, profissionais liberais, educação, serviços bancários, de comunicação, de transporte e outras estão diretamente ligadas à indústria. Mas ao mesmo tempo em que cresce a industrialização, crescem seus impactos ambientais, produzindo muita poluição, destruição de ecossistemas e declínio da biodiversidade nacional. Já existem políticas públicas para combate e minimização desses impactos, cresce a conscientização ecológica mesmo entre o empresariado e têm sido observados alguns progressos práticos neste sentido, mas ainda há muito por fazer neste campo.
No entanto, a industrialização nunca ocorreu homogeneamente a nível nacional. O parque industrial brasileiro atualmente está concentrado sobretudo nos estados do Centro-Sul e nas regiões metropolitanas, embora a dispersão da infra-estrutura de transportes, energia e comunicação tenha se espalhado espacialmente nas últimas décadas para diversas outras regiões, inclusive no interior dos estados. Essa desconcentração é uma das características atuais da industrialização brasileira contemporânea: segundo o IBGE, a concentração no Sudeste baixou para 48% das indústrias.
A indústria brasileira encontra-se fortemente no Sudeste, especialmente no estado de São Paulo, apesar de atualmente muitas novas unidades industriais estarem se instalando nas regiões Sul, Centro-Oeste e Nordeste.

## História

### Período colonial
| |  | |
| Parte do Alvará da Rainha de Portugal, D. Maria I, que proibiu fábricas e manufaturas no Brasil, 1785. Arquivo Nacional. |  | Alvará de 1808 que autoriza as fábricas e manufaturas no Brasil, 1° de abril de 1808 Arquivo Nacional. |

Durante o período colonial, apenas uma pequena indústria para consumo interno era permitida, devido às distâncias entre a metrópole e a colônia, e eram, principalmente, as manufaturas têxteis e a do ferro. Isso até a segunda metade do século XVIII, quando, em 1785, Portugal proibiu fábricas na colônia por meio do alvará de 5 de janeiro desse ano. O motivo foi evitar que os produtos da colônia criassem concorrência com os do Reino.
Mandou-se fechar as todas as manufaturas têxteis da colônia, exceto a de panos grossos de algodão, que serviam para vestir os escravos. A perseguição estendeu-se à indústria do ferro, de modo que apenas saber como fundir o metal já era suficiente para tornar alguém suspeito de "ideias perigosas e subversivas" à Coroa. Era o golpe de morte na indústria da colônia.

### Origens: décadas de 1800-1840
A transferência da corte portuguesa para o Brasil teve profundos efeitos econômicos, impulsionando a atividade econômica no país ao abrir novas oportunidades de comércio, estimular investimentos locais e promover o desenvolvimento de setores-chave, marcando um período de significativo crescimento econômico.
A Carta régia de 28 de Janeiro de 1808, assinada por João VI de Portugal poucos dias após ancorar em Salvador, foi um dos fatores que contribuíram para a revogação do alvará de 1785, então em vigor, não apenas desbloqueando os portos brasileiros.
Em 1º de abril de 1808 decretou-se uma lei que suspendia a de 1785. Ficavam, assim, autorizadas as atividades em território colonial. Os estabelecimentos surgiram em sua maioria no Sudeste brasileiro (sobretudo nas províncias do Rio de Janeiro, Minas Gerais e, mais tarde, em São Paulo), mas também no Nordeste do país (em Pernambuco e na Bahia). Cerca de 77 estabelecimentos registrados entre 1808 e 1840 foram classificados como "fábricas" ou "manufaturadas". Contudo, a maioria (cerca de 56 estabelecimentos), seriam consideradas apenas como oficinas pelos padrões de hoje, e eram voltadas para a produção de sabão e velas de sebo, rapé, fiação, tecelagem, alimentos, derretimento de ferro, derretimento de metal, lã e seda, entre outros. Na época, esses estabelecimentos utilizavam tanto escravos quanto trabalhadores livres.

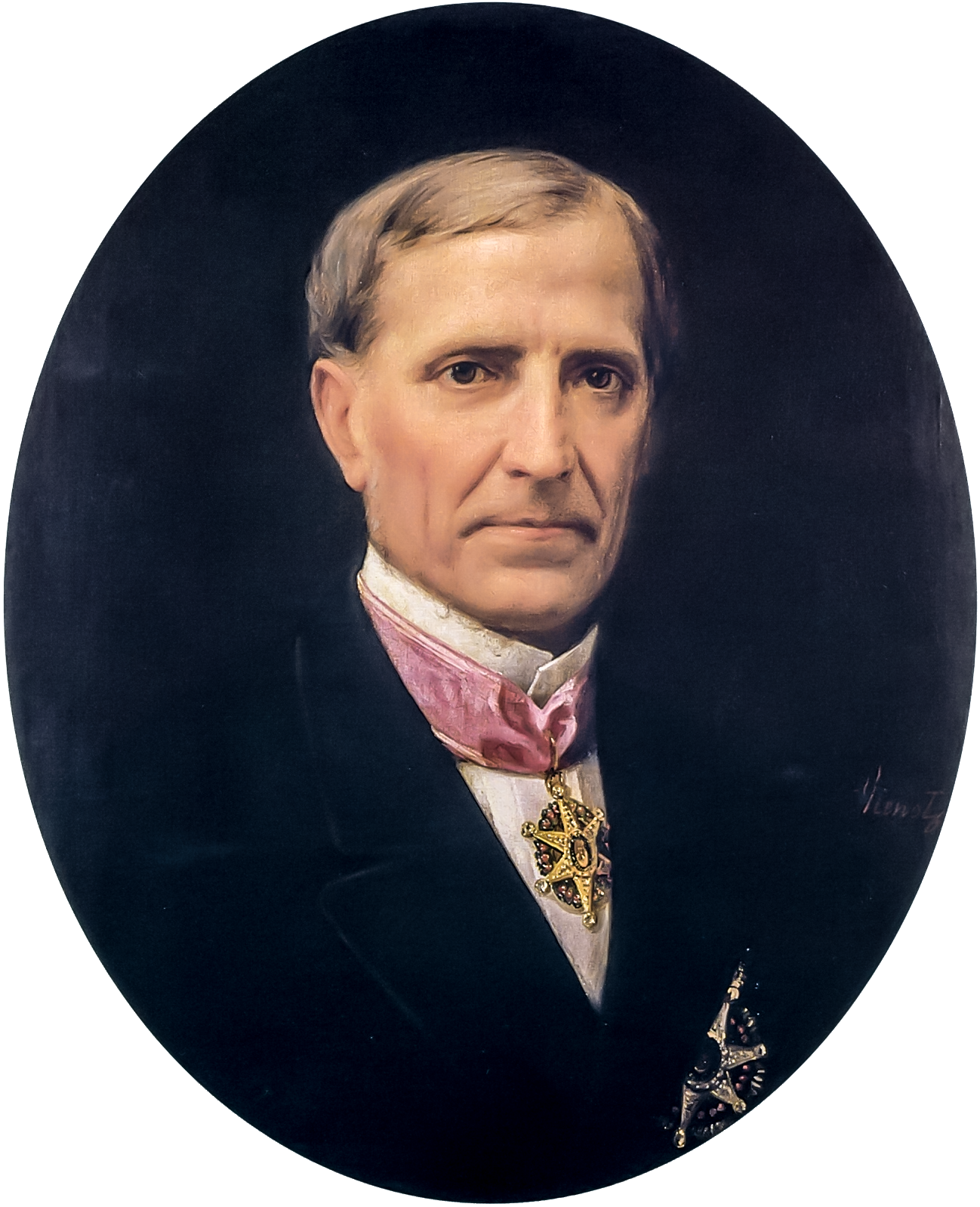
Empreendedores como o Visconde de Mauá impulsionaram a industrialização no Brasil.

Existiam cerca de vinte estabelecimentos que hoje seriam conhecidos como manufaturados de fato, e deste total, 13 foram criados entre os anos de 1831 e 1840. Todos, no entanto eram de porte pequeno e se assemelhavam mais a grandes oficinas do que a fábricas próprias. Ainda assim, os produtos manufaturados eram bastante diversificados e de uso comum: chapéus, pentes, ferração e serrarias, fiação, tecelagem, sabão e velas, vidros, tapetes, óleo, etc. Segundo estudiosos, provavelmente por causa da instabilidade do período regencial, apenas nove destes estabelecimentos ainda estavam em funcionamento pelos idos de 1841, mas estes nove eram de grande tamanho e hoje podem ser considerados como um "presságio de uma nova era para a fábrica" brasileira.
Em 28 de abril de 1809, o alvará do Príncipe Regente Dom João VI marcou o nascimento da proteção à propriedade intelectual no Brasil, estabelecendo as bases legais para a salvaguarda da propriedade industrial.
O advento da real produção manufaturada antes da década de 1840 era extremamente limitada, devido à auto-suficiência das regiões do país (sobretudo as fazendas produtoras de café e cana-de-açúcar, que produziam seus próprios alimentos, roupas, equipamentos, etc.), e também à falta de capital e aos altos custos de produção que tornaram impossível para a fábrica nacional competir com produtos estrangeiros à época. Segundo estudiosos, os custos eram altos porque a maioria das matérias-primas eram importadas, apesar de algumas plantações já usarem máquinas.

### Avanços: décadas de 1840 e 1860

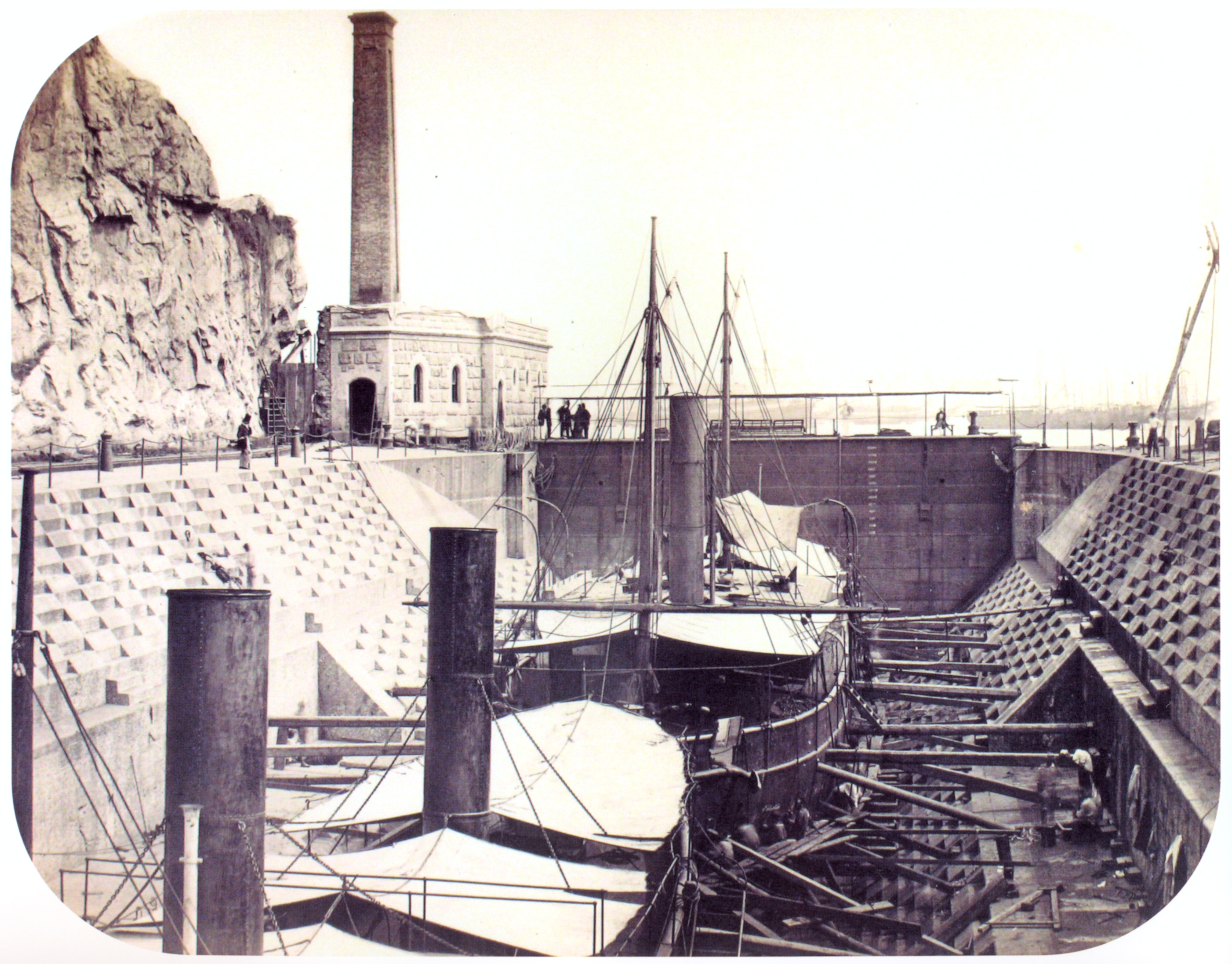
Estaleiro na cidade do Rio de Janeiro, cerca de 1862.

A promulgação da tarifa de Alves Branco modificou esse quadro. A tarifa conseguiu aumentar as receitas do Estado e estimular o crescimento da indústria nacional. A proliferação repentina de capital foi direcionada para investimentos nas áreas de serviços urbanos, transportes, comércio, bancos, indústrias, etc. A maior parte do capital investido em indústrias foi direcionada para as têxteis. Com o crescimento industrial sem precedentes, vários estabelecimentos manufaturados surgiram, dedicados então a produtos bem diversos: fusão de ferro e metal, maquinários, sabão e velas, vidros, cerveja, vinagre, galões de ouro e prata, sapatos, chapéus, algodão e tecido.
Um dos principais estabelecimentos criados neste período foi a Ponta da Areia, fábrica metalúrgica na cidade de Niterói que também construía barcos a vapor. Já a indústria têxtil algodoeira do país surgiu no ano de 1826 em Pernambuco, mas não foi bem sucedida, e só duas décadas mais tarde, com a abertura de outras unidades, o setor foi se consolidando naquela província. Na Bahia, a produção têxtil iniciou-se em 1844. O setor têxtil foi dinâmico durante o período monárquico brasileiro e recebeu relevantes investimentos até 1890, quando entrou em declínio. Algumas modernizações ocorreram, principalmente entre 1840 e 1860, quando foram criadas fábricas de bom nível tecnológico capazes de competir com outros grandes centros internacionais. Em 1853, havia 8 fábricas de tecidos no Brasil. Vieram outras melhorias com a estabilização das fábricas e forjas voltadas para a produção de equipamentos e peças para a manufatura têxtil.

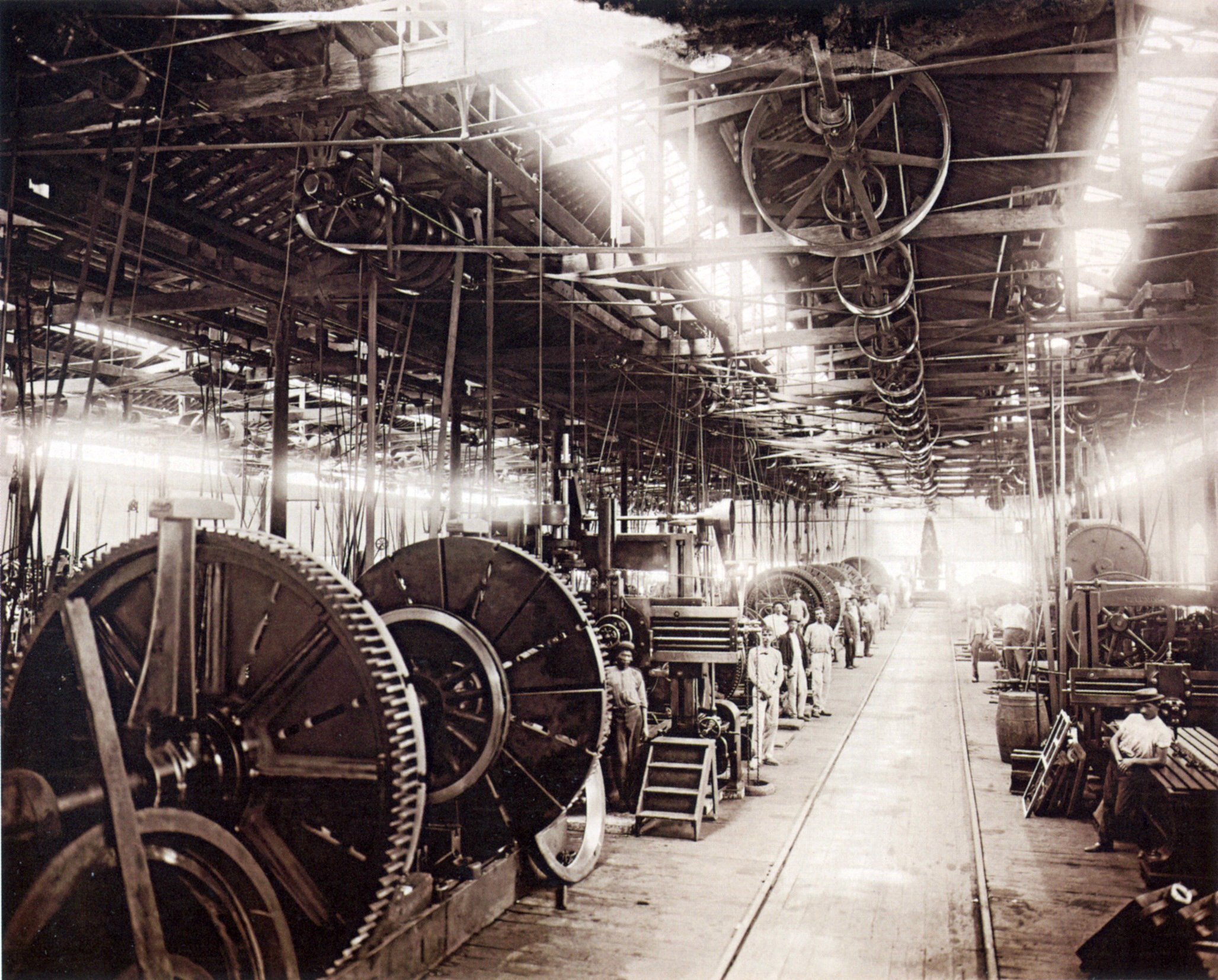
Interior de uma fábrica no Brasil, 1880.

De acordo com Ronaldo Vainfas, não há qualquer base documental que comprove a crença comum de que a extinção do tráfico de escravos africanos em 1850 "liberou" créditos para o desenvolvimento industrial. Ao contrário, o capital empregado no comércio já havia sido empregado em setores como empresas de serviços urbanos, transportes, bancos e comércio. No entanto, é possível que tenha ocorrido um contributo indireto para o crescimento do setor industrial através de empréstimos bancários. Em 1850, havia cerca de 50 fábricas no Brasil com um capital de pelo menos R$;7 000 000 000.
O governo imperial criou vários incentivos para a industrialização do país. O mais antigo destes data do reinado de Pedro I do Brasil, através de prêmios de subsídios governamentais. O primeiro estabelecimento a receber tal concessão foi a Fábrica das Chitas, devotada ao papel e à impressão, por um decreto de 26 de junho de 1826.

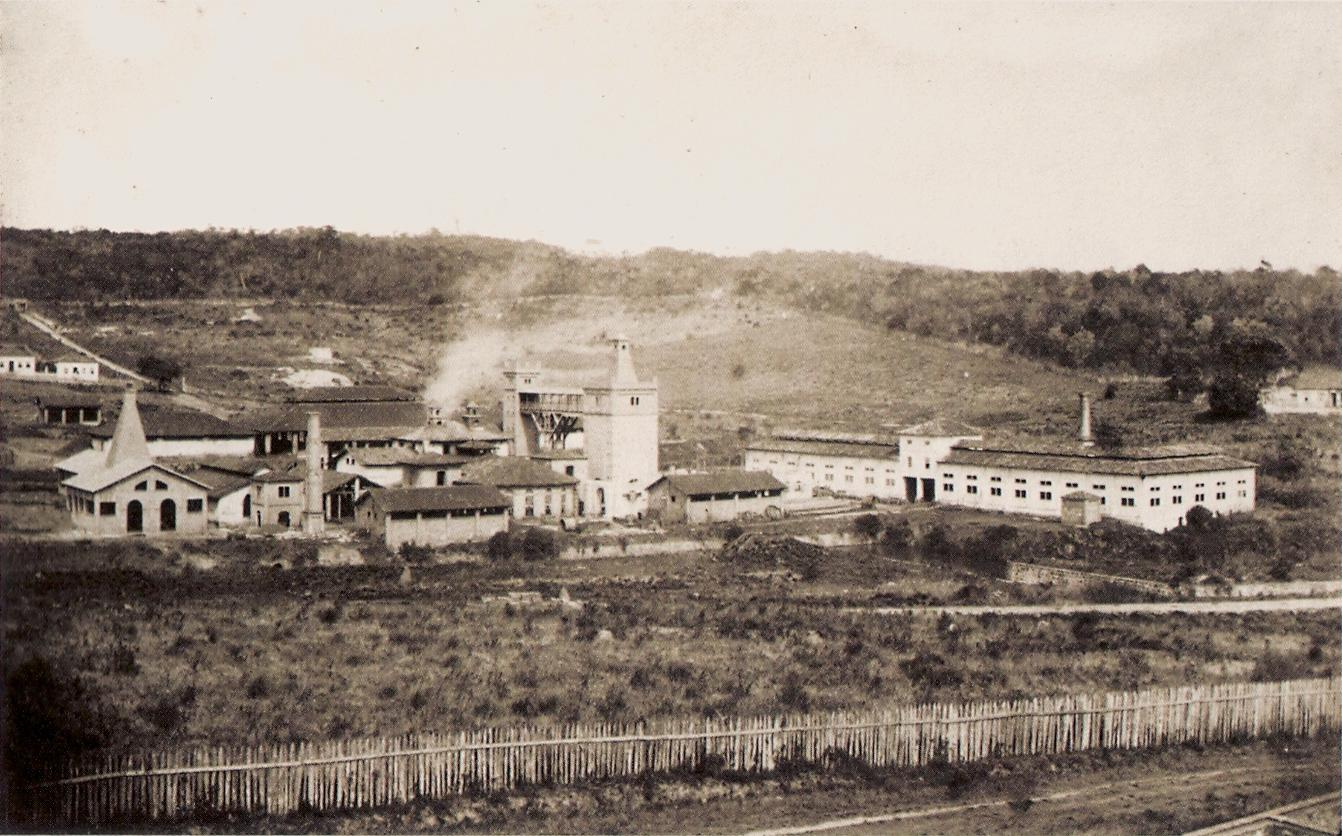
Fábrica de ferro em Sorocaba, província de São Paulo, 1884.

A prática foi retomada na década de 1840, quando os novos estabelecimentos industriais receberam tais subsídios. Em 1857, sete fábricas foram beneficiadas através da prática de incentivos, entre elas a Ponta da Areia mencionada mais acima, cujo proprietário foi Irineu Evangelista de Sousa (mais tarde conhecido como Visconde de Mauá). Um dos critérios para a concessão desses subsídios era o emprego exclusivo a trabalhadores livres, o que marcava um novo modo de se investir e trabalhar no país. conflitos armados: a Guerra Civil Americana e a Guerra do Paraguai. Por causa da primeira das duas, a produção de algodão dos EUA foi interrompida pelo bloqueio das forças da União contra a Confederação. A segunda, por sua vez, resultou na emissão de moeda e no aumento das tarifas de importação para cobrir os custos da guerra. Isso resultou em um grande estímulo não só para a indústria têxtil, mas também para outros setores, tais como o de produtos químicos, charutos, vidro, papel, couro e instrumentos óticos e náuticos.

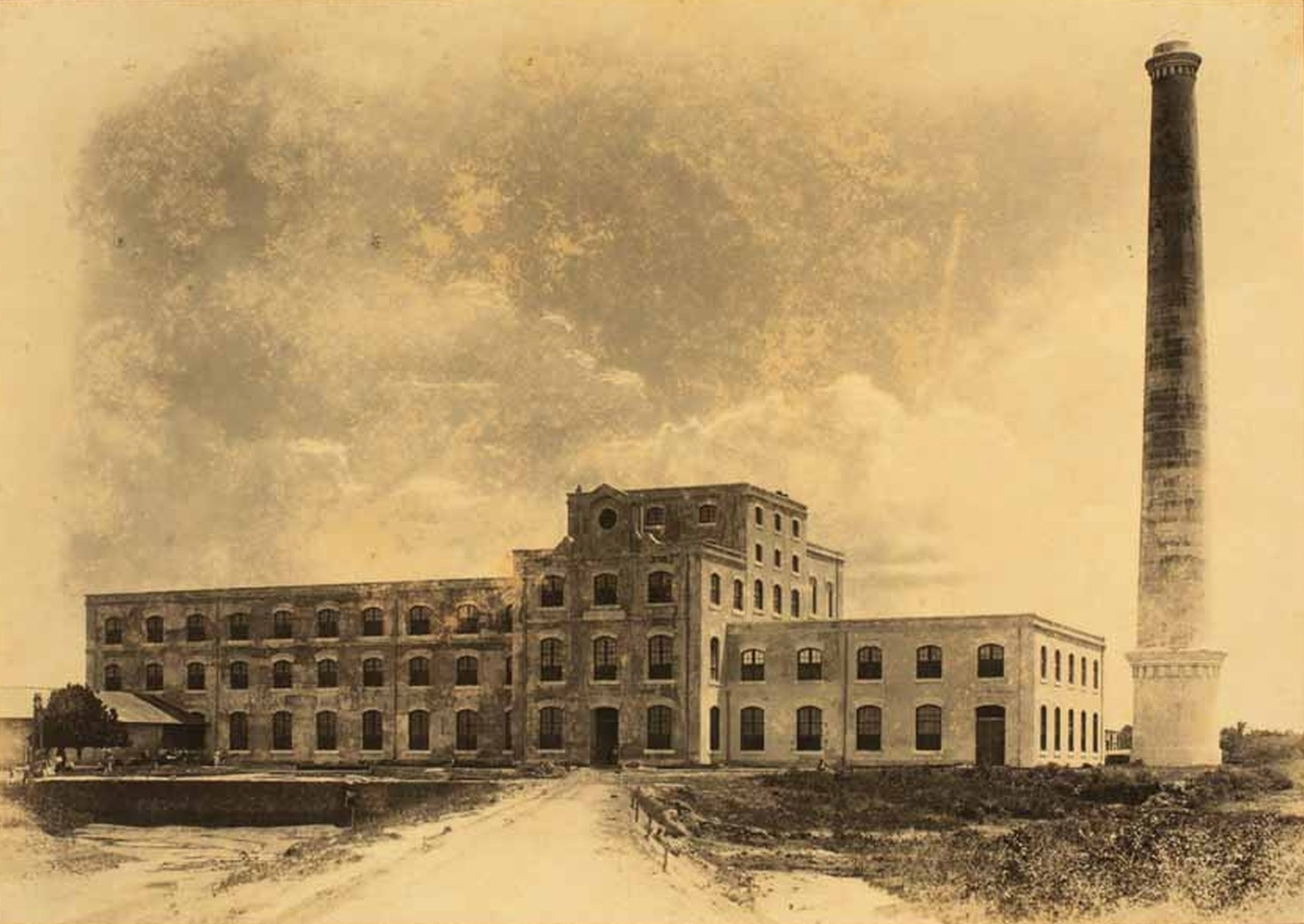
Usina Beltrão (Fábrica Tacaruna), no Recife. Inaugurada em 1895, foi a primeira refinaria do Brasil e da América do Sul.

Durante a década de 1870, graças ao declínio da região cafeeira do Vale do Paraíba e algumas áreas de produção de açúcar, muitos proprietários de plantações investiram não só na indústria têxtil de algodão, mas também em outros setores industrias. A implantação de uma rede ferroviária em todo o território nacional também estimulou o surgimento de novas atividades industriais, principalmente em São Paulo. A partir da década de 1870, a expansão da indústria tornou-se uma constante no Brasil. Em 1866, por exemplo, havia 9 fábricas têxteis com cerca de 795 trabalhadores. Em 1885, já havia 48 fábricas de tecidos através do país, que operavam 2.111 teares e empregavam 3.172 trabalhadores.
A Associação apoiou novos incentivos industriais e propagandeou contra os defensores de um Brasil essencialmente agrícola. 9,6% do capital da economia do Brasil era direcionada para a indústria em 1884, e em 1885 chegou a 11,2%. No momento de sua queda, em 1889, o Brasil monárquico tinha 636 fábricas (representando um aumento anual de 6,74% a partir de 1850) com um capital de R$ 401.630.600.000 (taxa de crescimento anual de 10,94% desde 1850). Deste montante, 60% eram empregados no setor têxtil, 15% no de alimentos, 10% de química, 4% em madeira, 3,5% em roupa e 3% em metalurgia.
Em conjunto com o alvará de 28 de abril de 1809, a Lei 2.682, de 23 de outubro de 1875, desempenhou um papel fundamental na evolução do sistema de propriedade intelectual no Brasil. Esta legislação complementar consolidou e ampliou as disposições relacionadas à proteção de patentes e marcas.

### Primeiro Período Republicano

Mapa brasileiro da indústria em 1907. Naquele ano, os estados mais industrializados do país eram Rio de Janeiro, São Paulo, Rio Grande do Sul e Pernambuco.

A expansão industrial, que os  economistas Aníbal Vilanova Vilela e Wilson Suzigan do IPEA - Instituto de Planejamento Econômico e Social (atual Instituto de Pesquisa Econômica Aplicada) escreveram ser um primeiro "surto industrial" da República, teria sido interrompida com as políticas de contenção a partir de 1898. Para eles, os principais surtos de industrialização antes de 1945, ocorreram no período de 1903-1913, 1920-1929 e 1933-1939. O primeiro e segundo surto (com financiamentos oriundos dos lucros do café e da participação do capital estrangeiro) tiveram interrupções coincidentes com as crises externas da I Guerra Mundial e da Crise da Bolsa de Nova Iorque, respectivamente, ambas ruinosas para o comércio internacional. Além dos fatores externos, internamente também houve a crise da Agricultura no início da República, a Seca no Nordeste e a Revolução Paulista em 1932, que impactaram negativamente o orçamento governamental, prejudicando o fluxo de investimentos.

### Décadas de 1930 a 1960: solidificação nacional

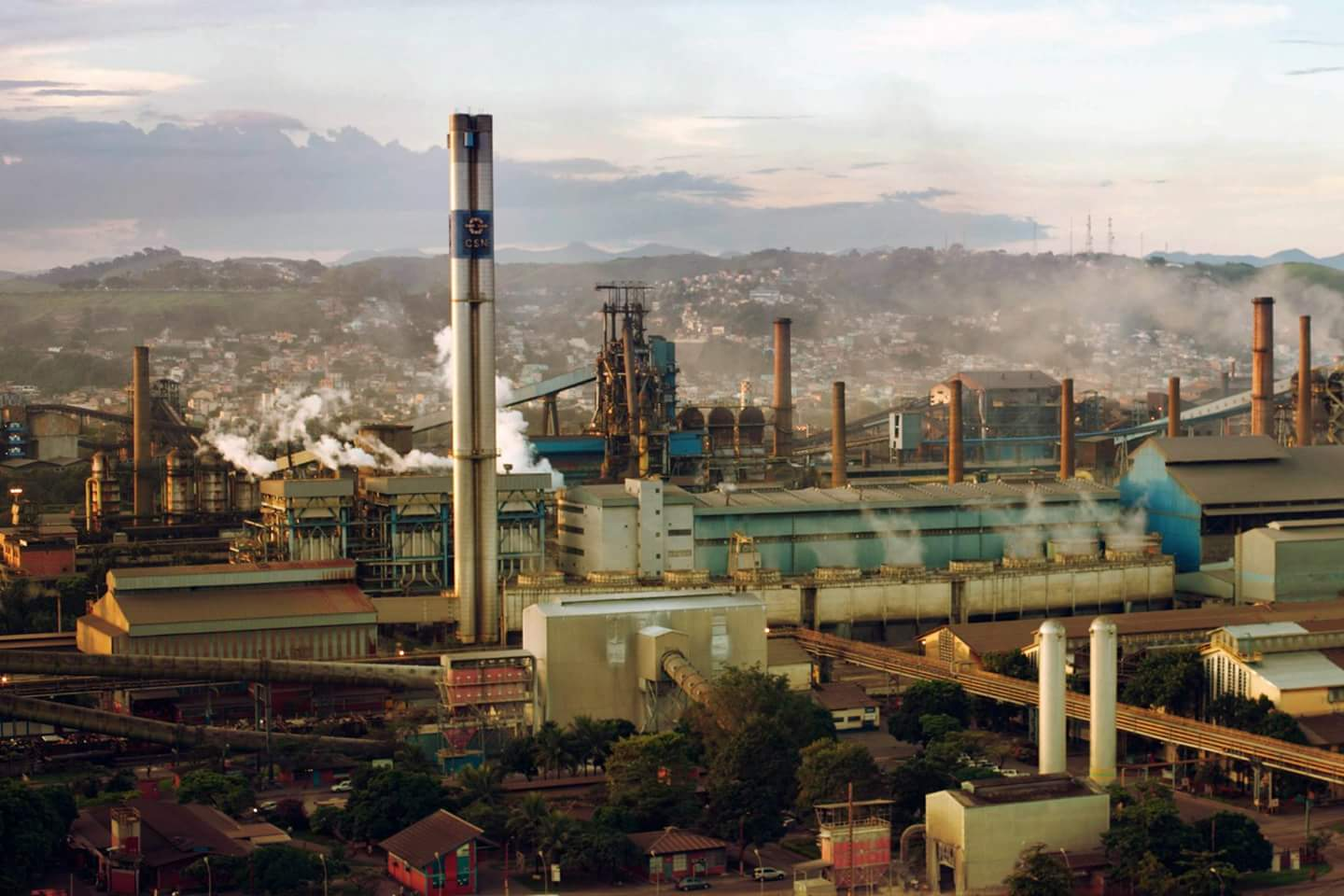
Companhia Siderúrgica Nacional em Volta Redonda, Rio de Janeiro

Presidente Getúlio Vargas recebe em audiência Juracy Montenegro Magalhães, primeiro presidente da Petrobrás, 1954. Arquivo Nacional.

Até à primeira metade do século XX o Brasil dependeu exclusivamente da economia agrícola. Até então, a organização das atividades econômicas eram dispersas e as economias regionais se estruturavam praticamente de forma totalmente autônoma. Os inícios da industrialização tratados na seção anterior e a crise do café de 1929 foram fatores importantes para que o governo federal passasse a promover a integração dos "arquipélagos naturais". A estrutura da indústria no Brasil cresceu e solidificou-se consideravelmente a partir da década de 1930.  O governo de Getúlio Vargas encarregou-se dessa tarefa instalando um sistema de transportes que ligasse os Estados brasileiros, o que terminou aumentando o fluxo de mercadorias e pessoas entre estes. Os produtos industriais produzidos sobretudos na região sudeste alcançou outras regiões do Brasil, causando a falência de indústrias que não conseguiam competir, e estabelecendo um forte centro econômico e industrial em São Paulo e Rio de Janeiro.
No surto industrial da década de 1930, houve indicadores crescentes no consumo de cimento e aço, e importantes substituições de importações decorrentes da maturação dos investimentos com aquisições de bens de capital da indústria têxtil que haviam sido feitos entre 1921 e 1928, e com o controle cambial instaurado em 1931 e que perdurou até 1937. Esse crescimento foi interrompido pelo aumento das exportações de tecido. O declínio verificado após o último surto só teria um breve período de recuperação durante o biênio 1943-1944, com os investimentos públicos para a instalação da primeira siderúrgica no Brasil. O governo demonstrou preocupação com a atividade industrial e criou a Carteira de Crédito Agrícola e Industrial do Banco do Brasil, mas que apenas a partir de 1941 possibilitaria financiamentos importantes.
O presidente Vargas, que representava os conceitos e anseios da Revolução de 1930, passou a investir fortemente na criação da infraestrutura industrial: indústria de base e energia, e criou diversas companhias e instituições decisivas para a industrialização, como o Conselho Nacional do Petróleo (1938), a Companhia Siderúrgica Nacional (1941, energia elétrica para as indústrias e para a população), a Companhia Vale do Rio Doce (1943, exploração do minério de ferro) e a Companhia Hidrelétrica do São Francisco (1945). Foram as primeiras grandes empresas industriais do país. Somadas a estas, a criação da Petrobrás, em 1953, contribuiu para o aceleramento do crescimento industrial. O governo de Vargas também criou leis trabalhistas que satisfizessem os trabalhadores e que terminaram preparando o país para a organização no crescimento das indústrias, como foi o caso da Consolidação das Leis do Trabalho.

Logo da Companhia Vale do Rio Doce

Depois de Vargas, o governo de Juscelino Kubitschek (1956 – 1961) também trouxe projetos governamentais em relação ao crescimento industrial, que ganhou maior dimensão com a criação de medidas alfandegárias, propiciando, assim, a vinda de empresas internacionais para o Brasil. Seu Plano de Metas incentivou a produção industrial, que crescia aceleradamente, e o governo de Kubitschek concentrou atenções em investimentos na área de energia e de transportes. Na época, diversas empresas multinacionais investiram no Brasil, entre elas notavelmente a montadora de automóveis Volkswagen, entre outras. Dessa forma, pode-se dizer que com medidas políticas a indústria no Brasil experimentou momentos de grande crescimento, organização e prosperidade.

### Década de 1970 em diante

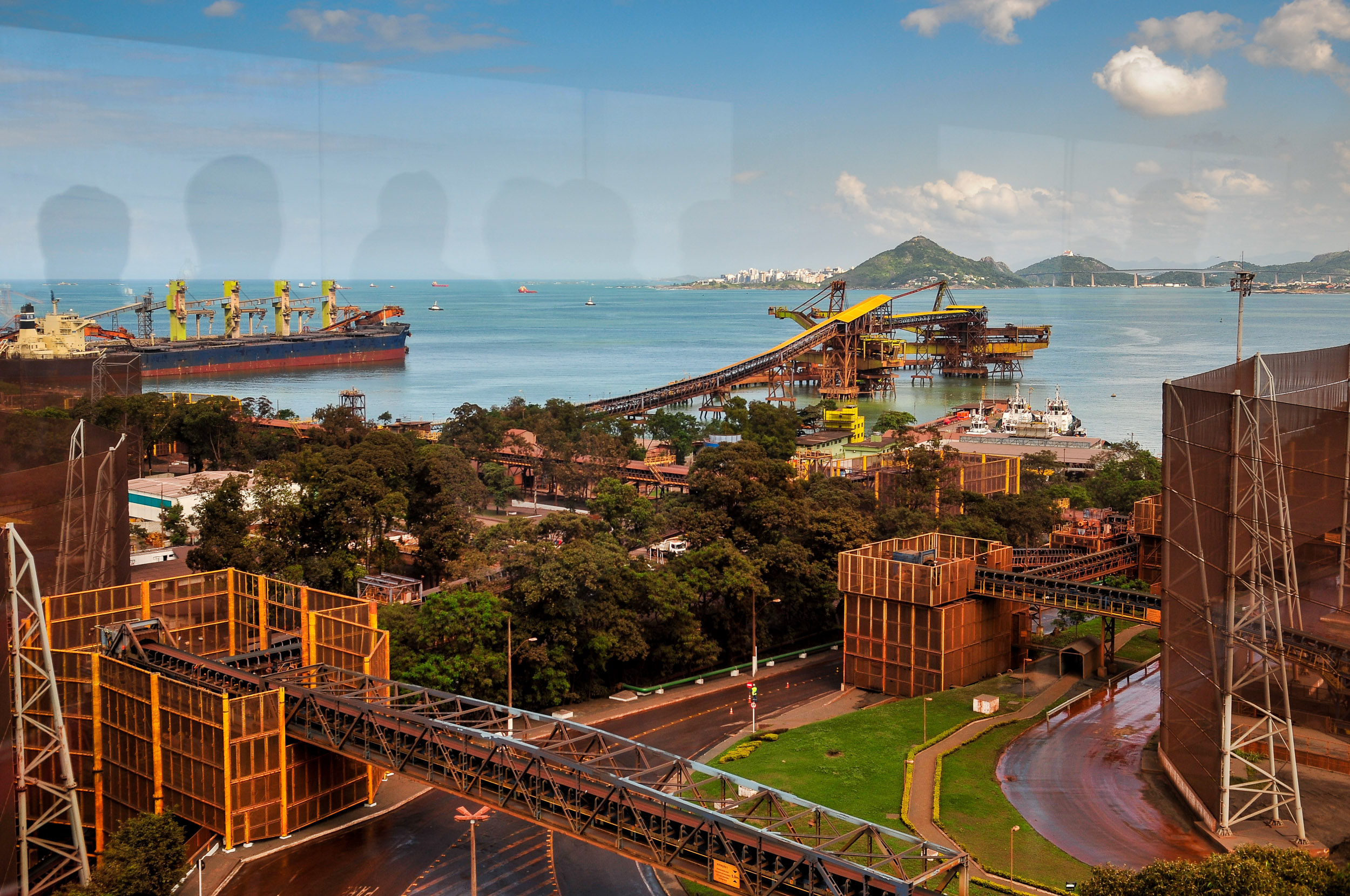
Terminal da Vale SA no Porto de Vitória, Espírito Santo.

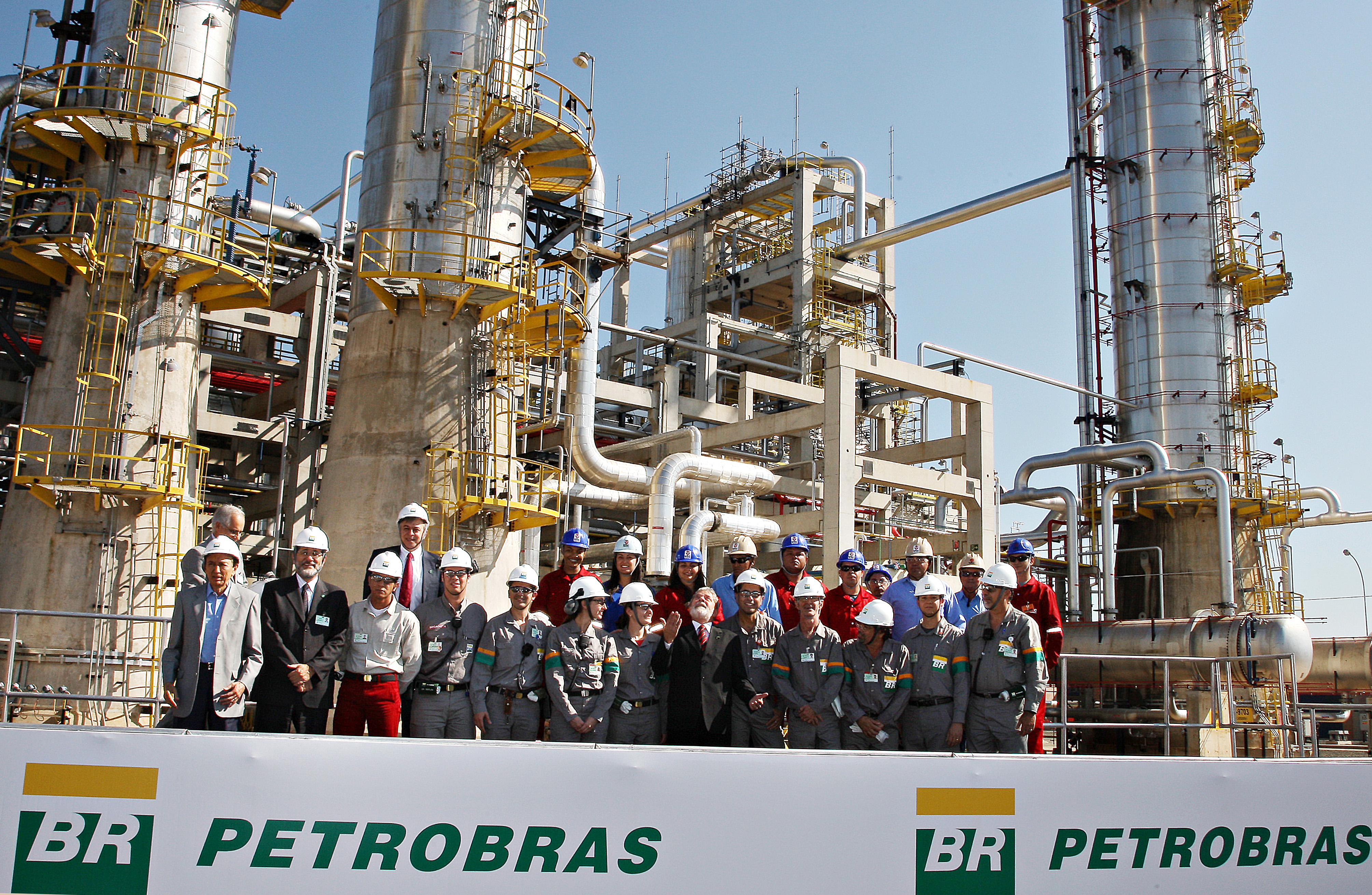
REPLAN, em Paulínia, São Paulo, a maior refinaria em processamento de petróleo da Petrobras.

Nas décadas de 1970, 1980 e 1990 a indústria no Brasil continuou a crescer, embora tenha estagnado em certos momentos de crise econômica. A década de 80, por exemplo, ficou conhecida como a "década perdida" para a economia brasileira devido a retração econômica da indústria. O cenário mudou e, estabilizada, a base industrial atual do país produz diversos produtos: automóveis, máquinas, roupas, aviões, equipamentos, produtos alimentícios industrializados, eletrodomésticos, e muitos outros. Embora seja autossuficiente na maioria dos setores, a indústria brasileira ainda é dependente de tecnologia externa em campos como a informática. Além disso, o parque industrial brasileiro continua concentrado sobretudo nos estados do Centro-Sul e nas regiões metropolitanas, embora a dispersão da infraestrutura de transportes, energia e comunicação tem a dispersado espacialmente nas últimas décadas para diversas outras regiões, inclusive no interior dos estados.
Os esforços do passado criaram uma intensificação na indústria brasileira que possui um enorme e variado parque industrial produzindo bens de consumo e até mesmo tecnologia de ponta. Após diversas crises econômicas, o país é hoje um dos mais industrializados do mundo e ocupa o décimo quinto lugar em escala global nesse segmento. Na primeira década do século XXI, a privatização de empresas estatais nas áreas de mineração, bancária e de telecomunicações foi uma característica marcante na economia brasileira. A industrialização brasileira ainda não ocorre de maneira homogênea, portanto certas regiões são densamente industrializadas, enquanto outras são totalmente desprovidas desse tipo de atividade econômica. Apesar de diversos problemas sociais, costumeiramente relacionados à maneira da industrialização no país, o Brasil vem ocupando um lugar de destaque no cenário econômico e industrial internacional.

### Desindustrialização

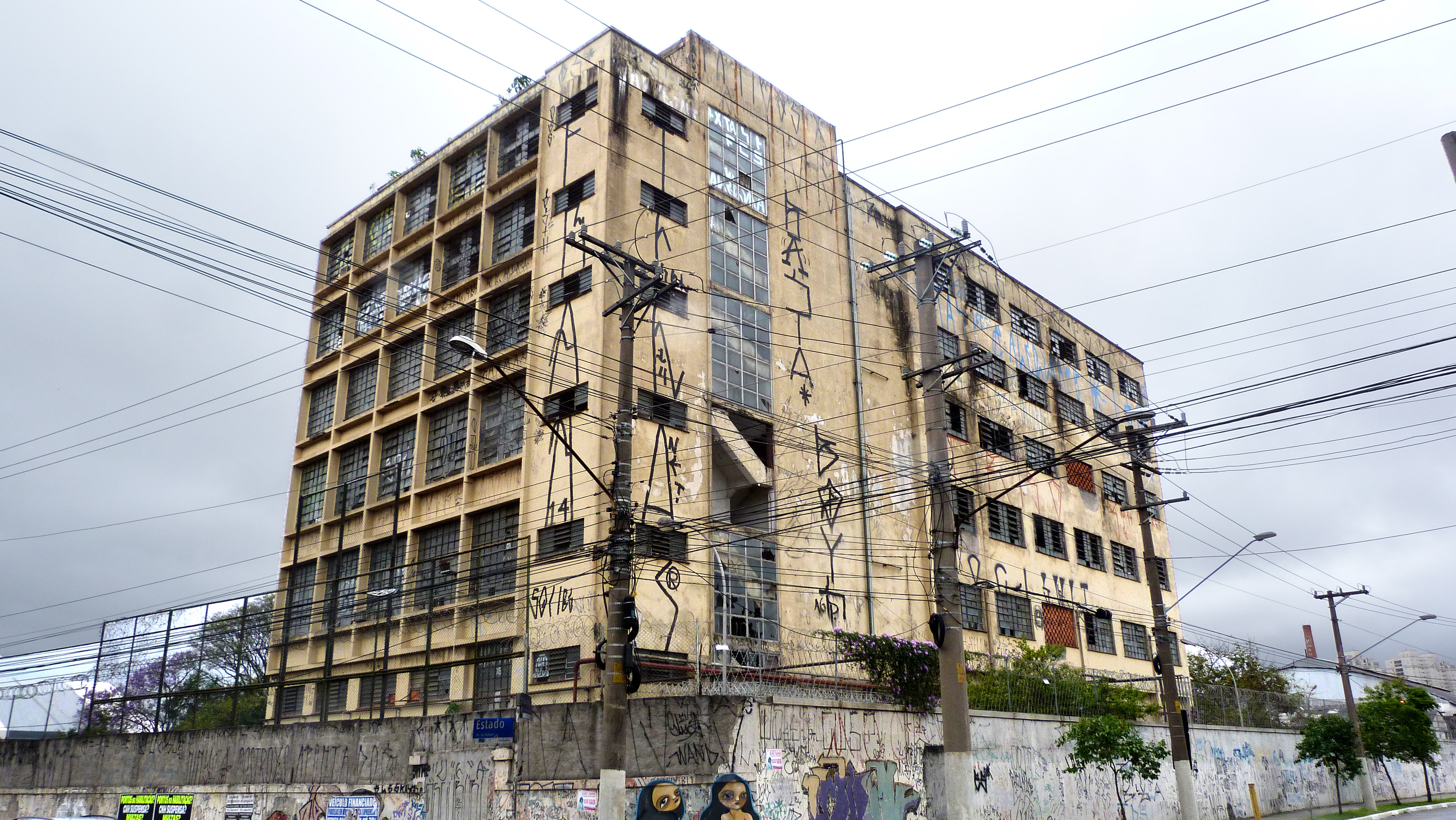
Ruínas do Edifício Companhia Antarctica Paulista, em São Paulo

No fim da década de 80, a indústria respondia por 46% do PIB. Na década de 90, caiu para em torno de 25% e, em 2015, estava em 22,7%. Os dados incluem a indústria extrativa, de transformação, construção civil e serviços industriais. Das 27 unidades da federação, em 23 houve queda da participação na geração de riqueza entre 2010 e 2013. A perda de competitividade da indústria nacional explica boa parte da forte retração do setor no PIB. Segundo a Confederação Nacional da Indústria (CNI), para elevar a competitividade, o país precisaria aumentar os investimentos em infraestrutura, ampliar a participação nos mercados internacionais e promover reformas estruturais.
Segundo o IBGE, durante a crise econômica de 2014 no país a produção brasileira apresentou, no início de 2016, uma queda de 18% em relação ao início de 2014. A partir de então, os resultados começaram a melhorar vagarosamente.
A participação da indústria no Produto interno bruto (PIB) vem caindo ano a ano.

## Representatividade da indústria no Brasil

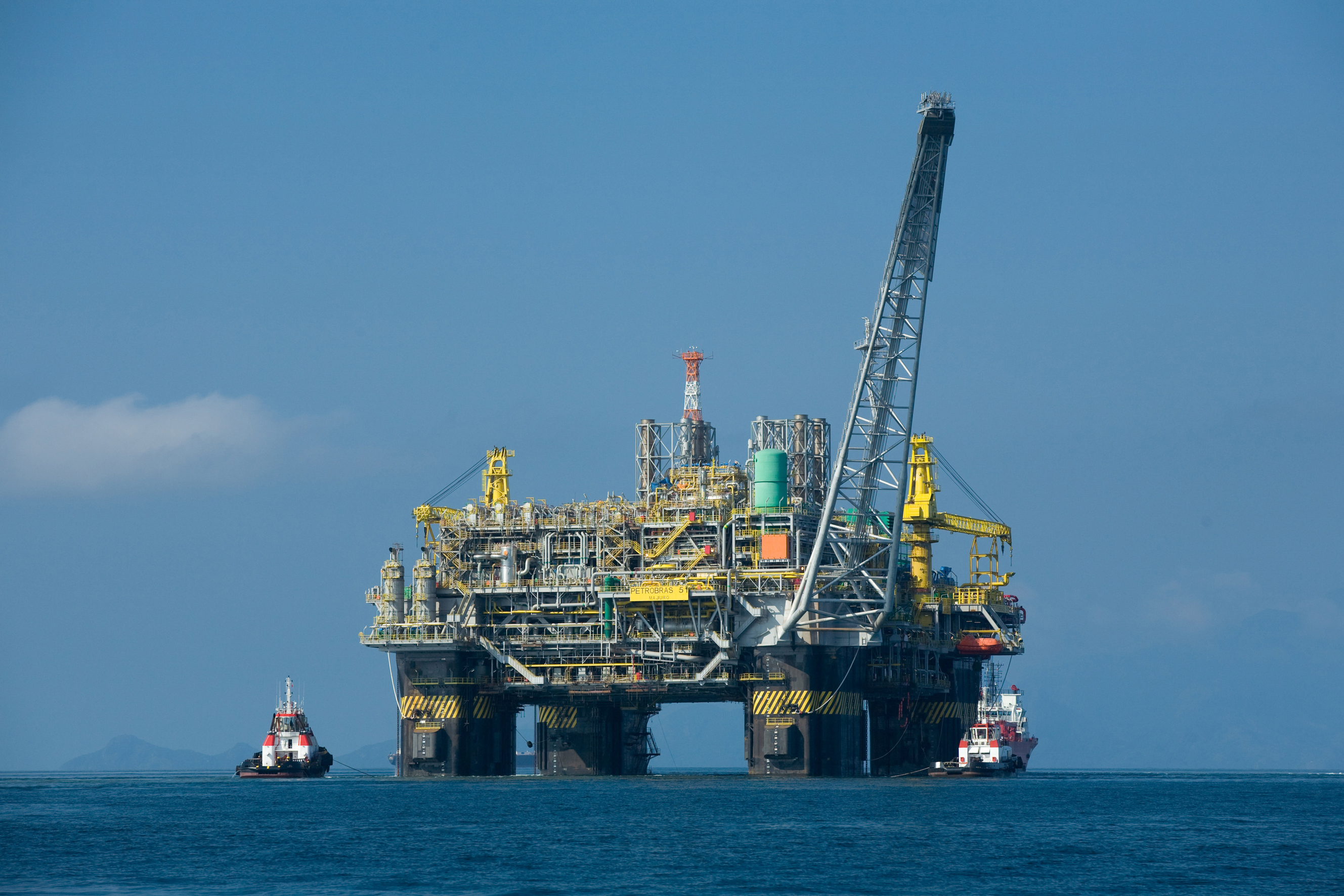
Plataforma petrolífera P-51 da Petrobras, a primeira 100% brasileira.

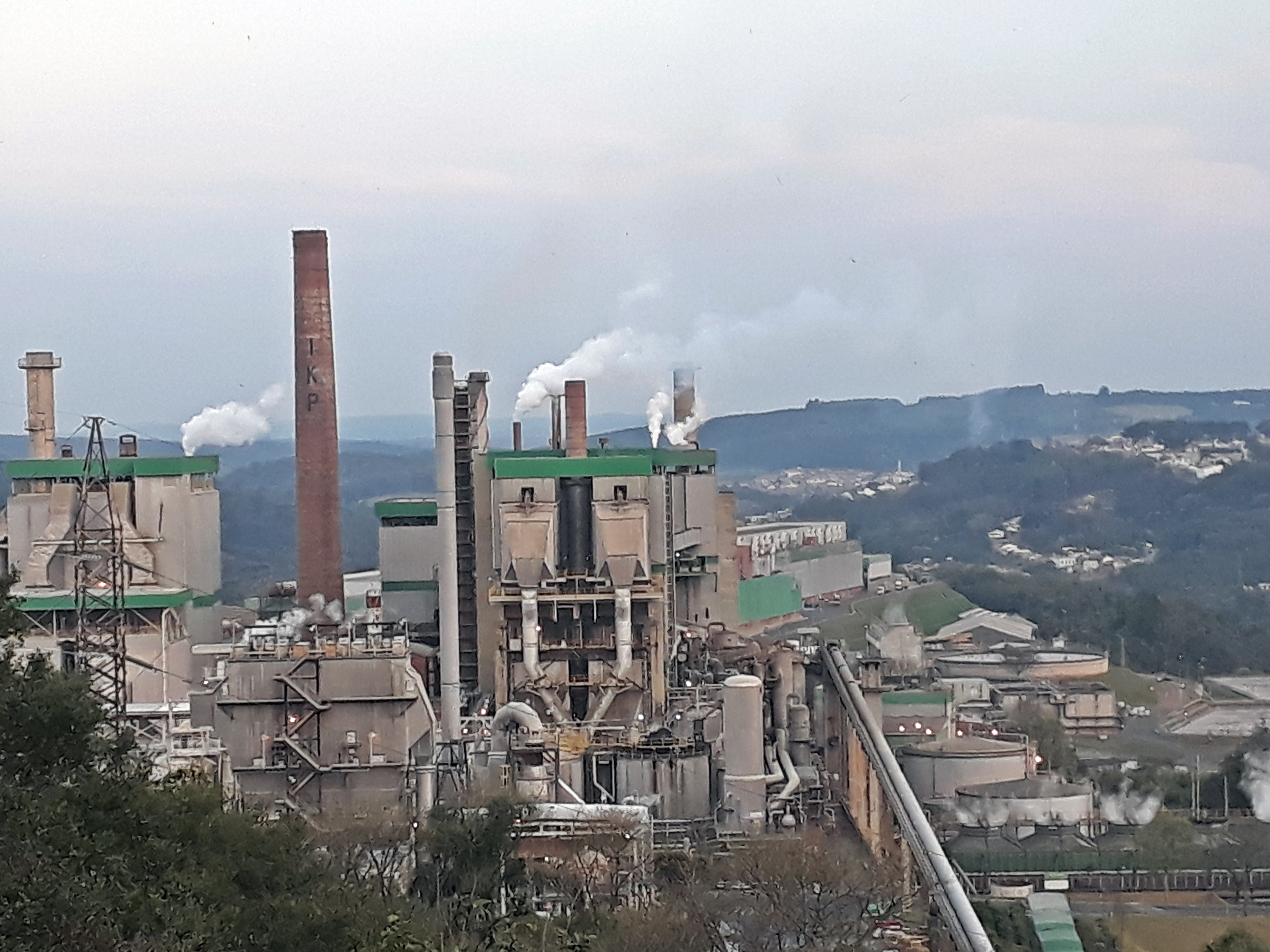
Unidade Monte Alegre da Klabin S.A., em Telêmaco Borba, Paraná

Fundada em 1938, a Confederação Nacional da Indústria é o órgão máximo do sistema sindical patronal do setor, exercendo, desde então, um papel de vanguarda na sociedade na promoção de debate, na busca por consensos em torno dos grandes temas nacionais com impacto sobre o desempenho da indústria e da economia brasileira. Importante interlocutora no cenário nacional, a CNI representa 27 federações de indústrias e 1.250 sindicatos patronais, aos quais são filiadas cerca de 700 mil indústrias.
A indústria brasileira tem importância crucial no país por ser um microssetor que exige considerável investimento financeiro, por produzir os bens de maior valor da economia e empregar milhões de brasileiros. Grande parte dos bens produzidos, ou seja, os manufaturados, estão diretamente ligados à urbanização do país, como os produtos eletrodomésticos que a população usa para conforto, trabalho, saúde e bem estar.
Além disso, as retrações econômicas da indústria, não só no Brasil, provocam uma série de consequências consideravelmente ruins, como o aumento do desemprego pelo fato da demissão de trabalhadores, a elevação dos preços de produtos para compensar as perdas financeiras que pode ocasionar a inflação, a queda da arrecadação de impostos devido a diminuição das vendas do comércio e, também, e sobretudo no Brasil, a redução da capacidade de funcionamento das três esferas de governos.
Não obstante, a indústria é muito importante na produção de riquezas do Brasil, mensurada no Produto Interno Bruto (PIB). Como exemplo, podemos citar o ano de 2009, em que o PIB brasileiro atingiu cerca de 3,14 trilhões de reais e a indústria havia sido responsável por 25,4% de todo esse valor. O agronegócio, cuja cadeia começa nas fábricas de tratores, de adubos e de ração animal, é responsável por cerca de um quarto do PIB nacional. Por fim, as exportações de produtos industrializados e de produtos básicos ou matérias-primas (commodities) também influem na riqueza de qualquer nação.

### Setores

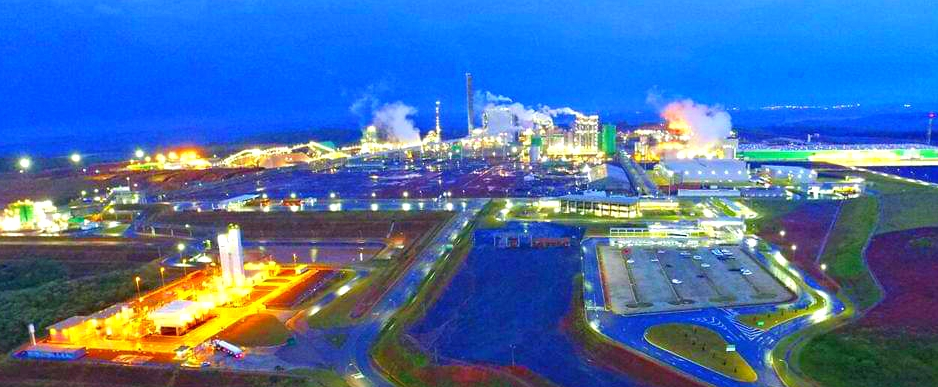
Complexo industrial da Klabin, em Ortigueira (PR).

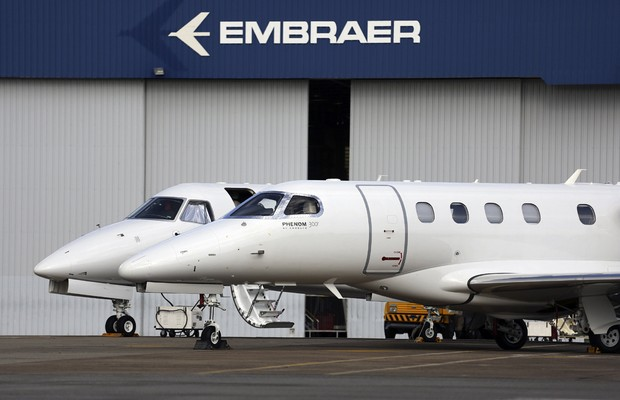
Sede da Embraer em São José dos Campos, São Paulo

Em 2019, o setor secundário (industrial) do Brasil representou apenas 11% da atividade econômica do Brasil. Nos anos 90, a atividade respondia por mais de 15% do PIB. Em 1970, a participação era de 21,4%. A indústria brasileira é uma das que mais apresentaram recuo no mundo em quase 50 anos. A desindustrialização da economia brasileira é bastante particular e aconteceu de forma muito precoce, por ser normal que a indústria perca espaço quando a renda per capita das famílias comece a crescer, já que elas consomem mais serviços e menos bens, porém, no Brasil, não atingiu-se uma renda per capita alta e o país não enriqueceu o suficiente para a estrutura produtiva migrar de forma tão rápida. Com isso, o país fica travado. A estagnação do setor explica em parte a lenta retomada do mercado de trabalho no país. A solução para o problema, segundo especialistas, seriam mais mecanismos de financiamento, resolver gargalos na infraestrutura nacional e no sistema tributário para alavancar novamente a indústria e tornar o Brasil mais competitivo. O Brasil é o nono parque industrial do mundo. Em 2017, o Sudeste foi responsável por 58% do valor da transformação industrial do Brasil, seguido pelas regiões Sul (19,6%), Nordeste (9,9%), Norte (6,9%) e Centro-Oeste (5,6%).

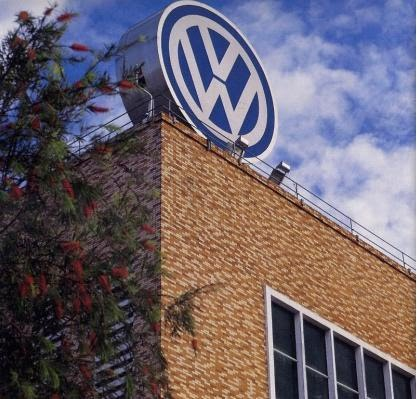
Fábrica da Volkswagen em São Bernardo do Campo, SP

No Brasil, o setor automotivo representa perto de 22% do PIB industrial. A Região do Grande ABC(SP) é o primeiro centro e maior pólo automobilístico do Brasil. Quando a fabricação do país estava praticamente restrita ao ABC, o Estado respondia por 74,8% da produção brasileira em 1990. Em 2017, esse índice diminuiu para 46,6%, e em 2019, para 40,1%, devido a um fenômeno de interiorização da produção de veículos no Brasil, impulsionado por fatores como os sindicatos, que oneraram excessivamente a folha de pagamentos e os encargos trabalhistas, desencorajaram investimentos e favoreceram a busca por novas cidades. O desenvolvimento das cidades do ABC também ajudou a frear a atratividade, pelo aumentos de custos imobiliários, e maior adensamento de áreas residenciais. O Sul Fluminense (RJ) já foi o segundo maior pólo em 2017, mas em 2019 caiu para em 4º lugar, atrás do Paraná (15%) e de Minas Gerais (10,7%). No Sudeste, São Paulo tem fábricas da GM, Volkswagen, Ford, Honda, Toyota, Hyundai, Mercedes-Benz, Scania e Caoa. O Rio de Janeiro tem fábricas da Nissan, Land Rover, Stellantis e MAN. Minas Gerais tem fábricas da Fiat e Iveco. No Sul, o Paraná tem fábricas da Volkswagen,Renault, Audi, Volvo e DAF; Santa Catarina tem fábricas da GM e BMW e o Rio Grande do Sul, fábrica da GM. No Centro-Oeste, Goiás tem fábricas da Mitsubishi, Suzuki e Caoa. No Nordeste, a Bahia tem fábrica da Ford e Pernambuco, da Jeep.
Na produção de tratores, em 2017, os principais fabricantes do Brasil eram John Deere, New Holland, Massey Ferguson, Valtra, Case IH e a brasileira Agrale. Todos tem fábricas na região Sudeste, basicamente em São Paulo.

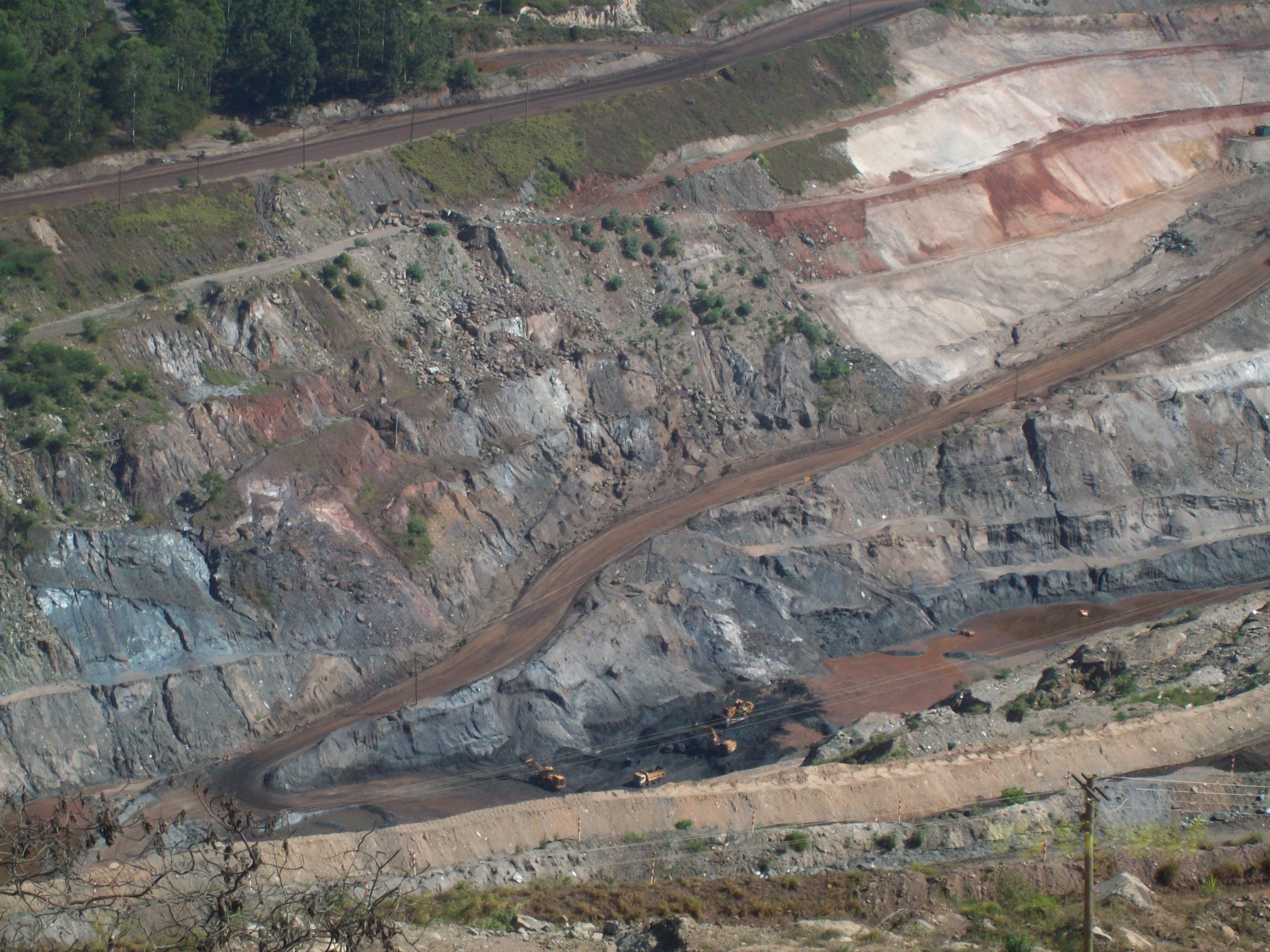
Mina de ferro em Itabira, Minas Gerais

Na siderurgia, a produção brasileira de aço bruto foi de 32,2 milhões de toneladas em 2019. Minas Gerais respondeu por 32,3% do volume produzido no período, com 10,408 milhões de toneladas. Os outros maiores polos siderúrgicos do Brasil em 2019 foram: Rio de Janeiro (8,531 milhões de toneladas), Espírito Santo (6,478 milhões de toneladas) e São Paulo (2,272 milhões de toneladas). A produção nacional de laminados foi de 22,2 milhões de toneladas, e a de semiacabados para vendas totalizou 8,8 milhões de toneladas. As exportações atingiram 12,8 milhões de toneladas, ou US$ 7,3 bilhões. Entre as maiores empresas siderúrgicas do Sudeste estão Gerdau, CSN, CSA, Usiminas e Acesita.

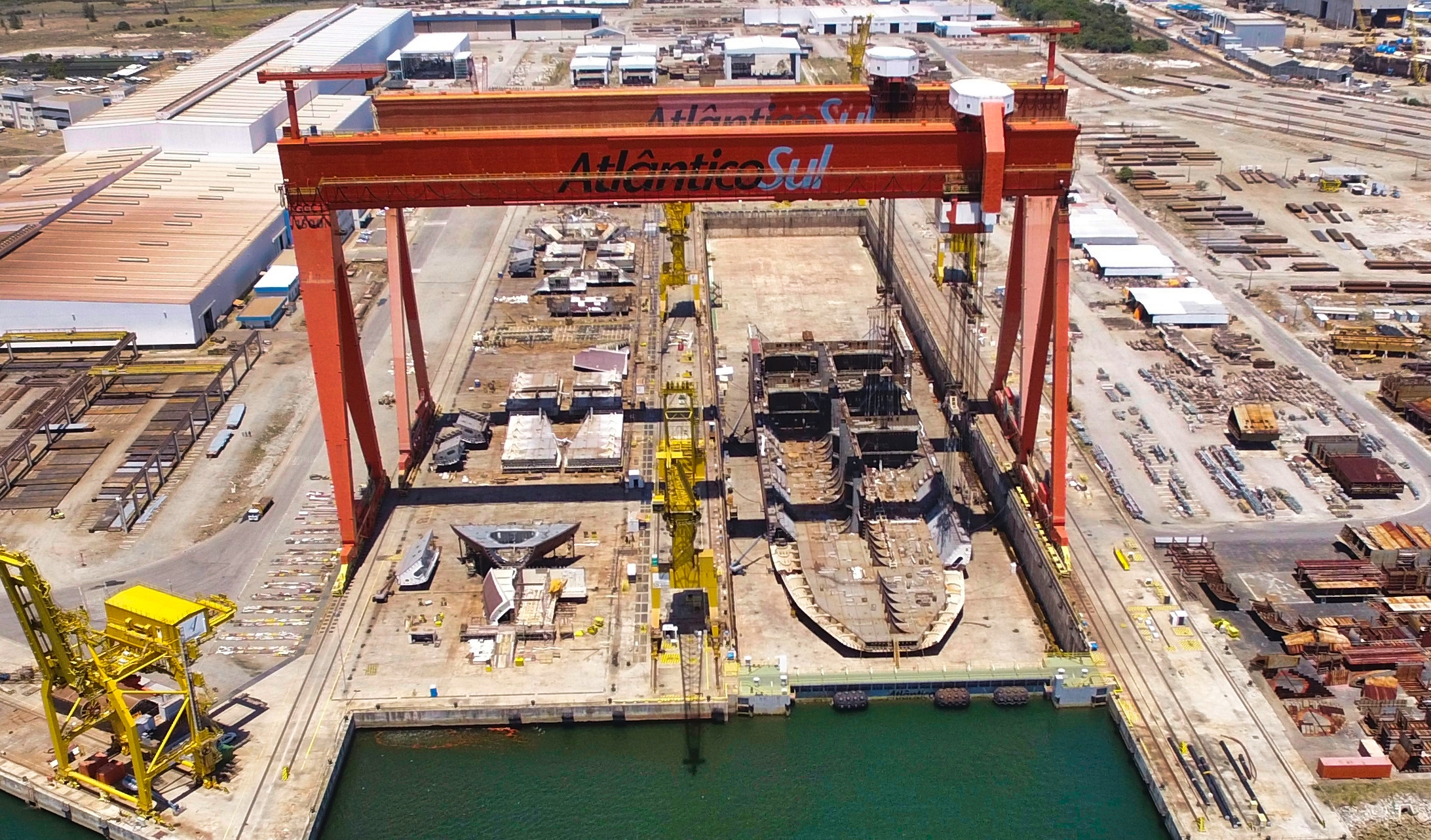
Estaleiro Atlântico Sul, em Ipojuca, Pernambuco

O setor naval do Rio de Janeiro é um dos mais importantes do país, mas já teve duas grandes crises históricas: uma nos anos 1980, quando foi à bancarrota, e outra que se iniciou em 2014, ambas devido à conjuntura econômica do país: entre 2014 e 2016, a indústria naval brasileira perdeu 49% de seu pessoal ocupado. A queda de cerca de 30 mil vagas foi concentrada no estado fluminense, que fechou em torno de 23 mil postos de trabalho no mesmo período. De 31,2 mil ocupados em 2014, o número caiu para apenas 8 mil em 2016. O valor real bruto da produção industrial também caiu 71%, de R$ 6,8 bilhões, em 2014, para R$ 1,97 bilhões em 2016. Porém, no final de 2019, a volta do pré-sal começou a re-impulsionar o setor naval: atividades de manutenção e reparo apontavam aumento de demanda para os próximos anos.
O Brasil tinha em 2011 a 6º maior indústria química do mundo, com um faturamento líquido de US$ 157 bilhões, ou 3,1% do faturamento mundial. Nesta época, havia 973 fábricas de produtos químicos de uso industrial. Elas estão concentradas na Região Sudeste, principalmente em São Paulo. A indústria química contribuiu com 2,7% para o PIB brasileiro em 2012 e se estabeleceu como o quarto maior setor da indústria de transformação. Apesar de registrar um dos maiores faturamentos do setor no mundo, a indústria química brasileira, em idos de 2012 e 2013, assistiu a uma forte transferência da produção para o exterior, com queda da produção industrial nacional e avanço dos importados. Um terço do consumo no país era atendido por importações. 448 produtos deixaram de ser fabricados no Brasil entre 1990 e 2012. Isso resultou na paralisação de 1.710 linhas de produção. Em 1990, a participação dos produtos importados no consumo brasileiro era somente de 7%, em 2012 era de 30%. As principais empresas do setor no Brasil são: Braskem, BASF, Bayer, entre outras. Em 2018, o setor químico brasileiro era o oitavo maior do mundo, respondendo por 10% do PIB industrial nacional e 2,5% do PIB total. Em 2020, as importações passar a ocupar 43% da demanda interna por químicos. Desde 2008, o uso médio da capacidade da indústria química brasileira tem se situado em um patamar considerado baixo, variando entre 70 e 83%.

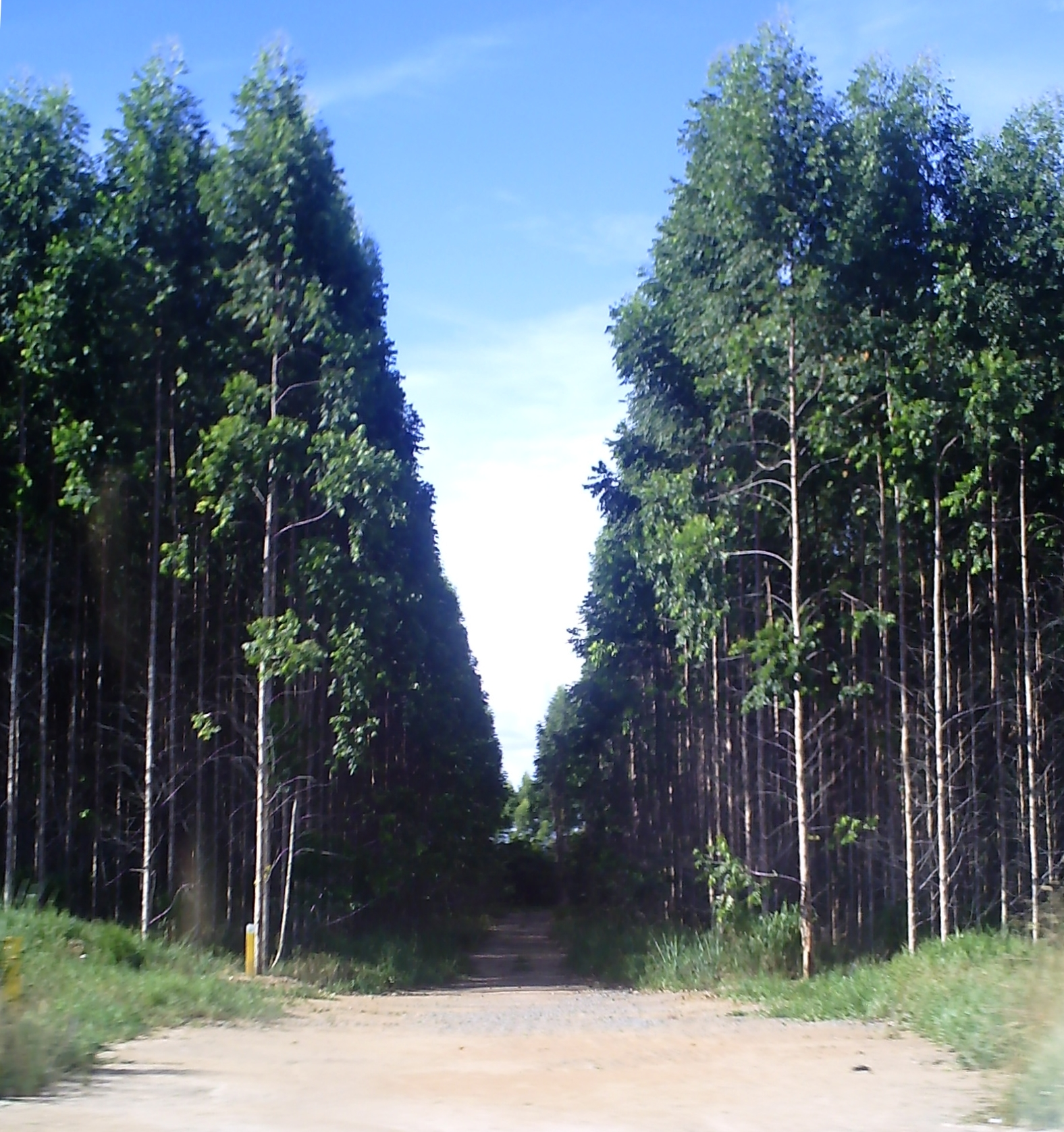
Eucaliptal da Aracruz Celulose na cidade de Aracruz, Espírito Santo

No setor de papel e celulose, a produção brasileira de celulose foi de 19,691 milhões de toneladas em 2019. O país exportou US$ 7,48 bilhões em celulose neste ano, US$ 3,25 bilhões somente para a China. As exportações da indústria de base florestal brasileira foram de US$ 9,7 bilhões (US$ 7,48 bilhões em celulose, US$ 2 bilhões de papel e US$ 265 milhões em painéis de madeira). Já a produção de papel foi de 10,535 milhões de toneladas em 2019. O país exportou 2,163 milhões de toneladas. Em 2016, a indústria de papel e celulose no Sul do país representava 33% do total nacional. Neste ano, o Paraná foi o líder nacional na produção de madeira em tora (principalmente eucalipto) para a indústria de papel e celulose (15,9 milhões de m³); o Brasil foi o segundo país que mais produziu celulose no mundo e o oitavo na produção de papel. A cidade que mais produziu estas madeiras no Brasil foi Telêmaco Borba (PR), e a 5a maior foi Ortigueira (PR). O Espírito Santo se destaca neste setor, sendo o segundo maior produtor de celulose do mundo. Em 2018, foram U$ 920 milhões negociados na venda de celulose para o mercado externo, o 3º produto capixaba mais forte na balança de exportação. Em 2016, os cinco principais estados produtores de madeira em tora para papel e celulose (principalmente eucalipto) foram: Paraná (15,9 milhões de m³), São Paulo (14,7 milhões de m³), Bahia (13,6 milhões de m³), Mato Grosso do Sul (9,9 milhões de m³) e Minas Gerais (7,8 milhões de m³). Juntos, eles correspondem a 72,7% da produção nacional de 85,1 milhões de m³. O Espírito Santo, 9º colocado, teve uma produção de 4,1 milhões de m³. São Mateus, no Norte do Espírito Santo, foi a cidade mais bem colocada do Sudeste, como o 6º maior município produtor de madeira em tora para papel e celulose no país. Os dez maiores municípios produtores tiveram 22,9% da produção do país. Foram as cidades de Telêmaco Borba (PR), Três Lagoas (MS), Caravelas (BA), Mucuri (BA), Ortigueira (PR), São Mateus (ES), Dom Eliseu (PR), Nova Viçosa (BA), Água Clara (MS) e Ribas do Rio Pardo (MS).

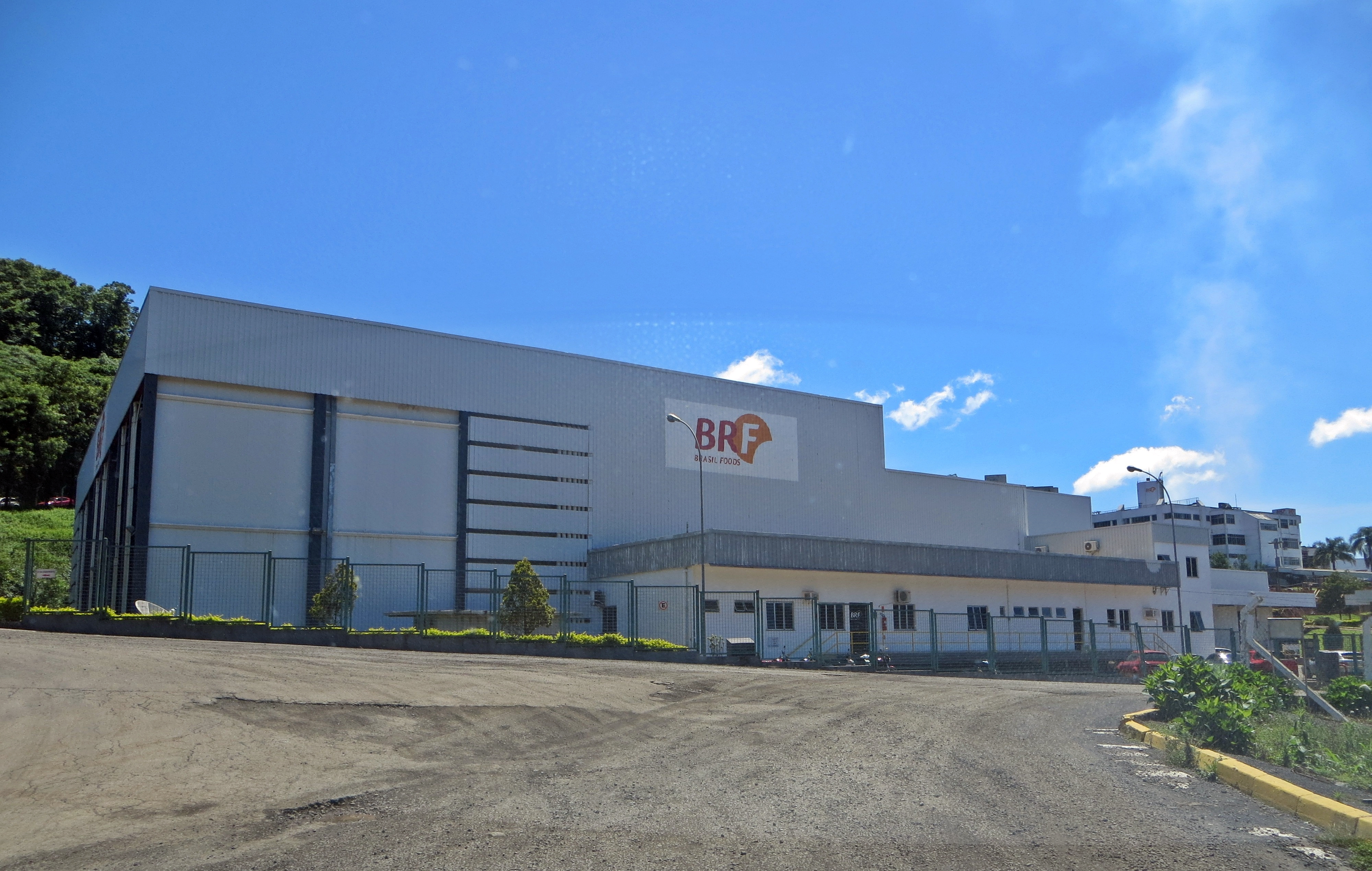
Sede da Perdigão Agroindustrial, em Videira, Santa Catarina

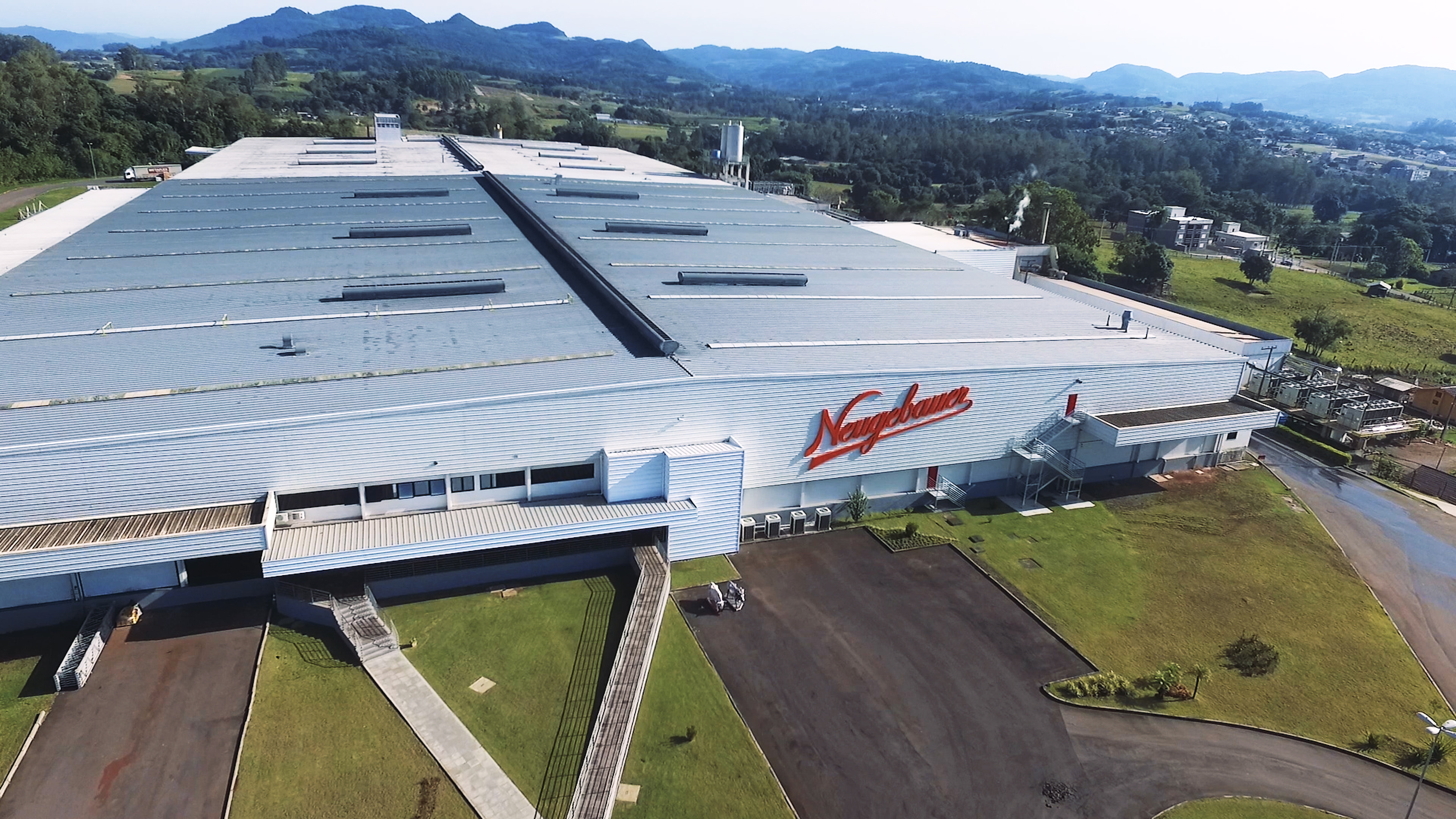
Sede da Neugebauer em Arroio do Meio, Rio Grande do Sul

Na Indústria alimentar, Em 2019, o Brasil era o 2º maior exportador de alimentos industrializados do mundo, com um valor de U$ 34,1 bilhões em exportações. O faturamento da indústria brasileira de alimentos e bebidas em 2019 foi de R$ 699,9 bilhões, 9,7% do Produto Interno Bruto do país. Em 2015, o setor industrial de alimentos e bebidas no Brasil compreendia 34.800 empresas (sem contar as padarias), a grande maioria de pequeno porte. Estas empresas empregavam mais de 1.600.000 trabalhadores, tornando a indústria de alimentos e bebidas na maior empregadora da indústria de transformação. Existem por volta de 570 empresas de grande porte no Brasil, as quais concentram boa parte do faturamento total da indústria. Entre as 50 maiores empresas do setor, estão JBS, AMBEV, Bunge, BRF, Cargill, Marfrig, LDC do Brasil, Amaggi, Minerva Foods, Coca Cola Femsa, Aurora, Vigor, M.Dias Branco, Camil Alimentos, Solar.Br, Granol, Caramuru Alimentos, Bianchini, Copacol, Citrosuco, Três Corações Alimentos S.A., Itambé, Ajinomoto, Algar Agro, Piracanjuba, Vonpar, Agrex, Frimesa, GTFoods Group, Grupo Simões, Elebat Alimentos, Garoto, Pif Paf Alimentos, J. Macêdo, Embaré, etc. Entre outras multinacionais famosas, a Coca Cola tem fábricas em 20 estados brasileiros. A Nestlé, em 8 estados; a Pepsico em 7 estados; a AMBEV em 6 estados; a Procter & Gamble em 3 estados, e a Unilever em 3 estados. Entre as fábricas de produtos alimentícios fundadas no Brasil, São Paulo criou empresas como: Yoki, Vigor, Minerva Foods, Bauducco, Santa Helena, Marilan, Ceratti, Fugini, Chocolates Pan, Embaré entre outras. O Rio de Janeiro criou empresas como: Piraquê, Granfino, Rica Alimentos, Massas Cadore, CCPL, entre outras. Minas Gerais criou a Itambé e a Pif Paf Alimentos, e o Espírito Santo, a Chocolates Garoto. O Rio Grande do Sul criou empresas como Neugebauer, Camil Alimentos, Fruki, Cervejaria Polar, Vinícola Aurora e Vinícola Salton. Santa Catarina criou empresas como Sadia e Perdigão (que posteriormente se fundiram na BRF), Seara Alimentos (que hoje é da JBS), Aurora, Gomes da Costa, Cervejaria Eisenbahn e Hemmer Alimentos. O Paraná criou empresas como: Frimesa, C.Vale, Nutrimental, Copacol, Coopavel e Matte Leão.

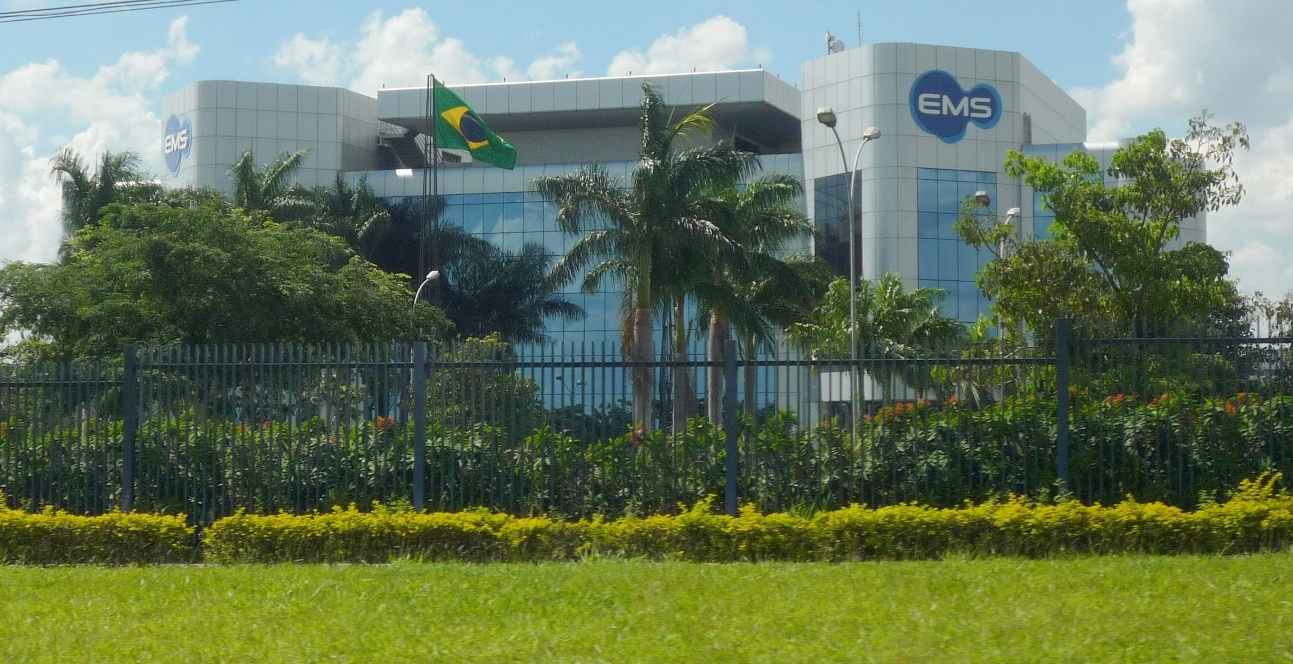
Sede da EMS em Hortolândia, São Paulo

Na Indústria farmacêutica, a maioria das empresas do Brasil permaneceram por bastante tempo sediadas no Rio de Janeiro e em São Paulo. Por conta das vantagens tributárias oferecidas em estados como Pernambuco, Goiás e Minas Gerais, as empresas estavam saindo do Rio de Janeiro e de São Paulo, e se estabelecendo nesses estados. À época, as mais de 110 empresas associadas ao Sinfar-RJ caíram para apenas 49. O Rio de Janeiro, neste momento, representava o estado mais caro para a produção farmacêutica, com o seu ICMS a 20%. Mesmo assim, em 2019, o parque industrial carioca tinha faturamento de quase R$ 8 bilhões e uma participação de 11% no mercado farmacêutico brasileiro. No bairro de Jacarepaguá, existem várias indústrias farmacêuticas implantadas, como as da GSK, Roche, Merck, Servier e Abbott. O Brasil foi considerado, em 2017, o sexto maior mercado farmacêutico do mundo.  A comercialização de medicamentos em drogarias atingiu cerca R$ 57 bilhões (US$ 17,79 bilhões) no país. O mercado farmacêutico no Brasil contava com 241 laboratórios regularizados e autorizados para a venda de medicamentos. Desses, a maioria (60%) tem o capital de origem nacional. As empresas multinacionais detinham cerca de 52,44% do mercado, com 34,75% em embalagens comercializadas. Os laboratórios brasileiros representam 47,56% do mercado em faturamento e 65,25% em caixas vendidas. Na distribuição da venda de medicamentos por estado, São Paulo ocupava a primeira posição: a indústria de medicamentos paulista obteve um faturamento de R$ 53,3 bilhões, 76,8% do total de vendas em todo o território nacional. Logo atrás vinha o Rio de Janeiro, que faturou cerca R$ 7,8 bilhões. As exportações da indústria farmacêutica alcançaram US$ 1,247 bilhão em 2017. As empresas que mais faturaram com a venda de remédios no país em 2015 foram EMS, Hypermarcas (NeoQuímica), Sanofi (Medley), Novartis, Aché, Eurofarma, Takeda, Bayer, Pfizer e GSK.

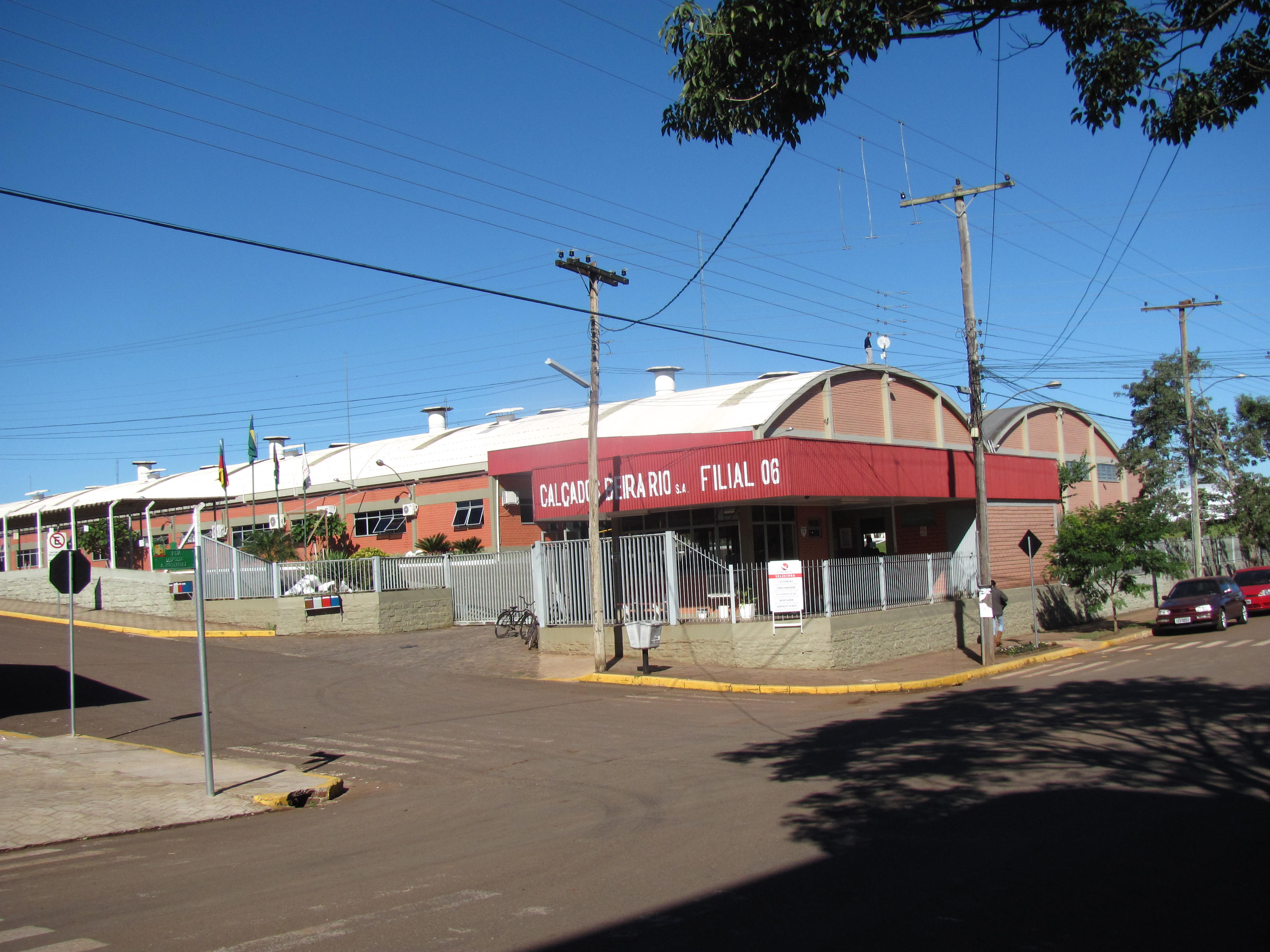
Calçados Beira-Rio, em Mato Leitão, Rio Grande do Sul.

No setor coureiro-calçadista (Indústria do calçado), em 2019 o Brasil produziu 972 milhões de pares. As exportações foram na casa de 10%, alcançando quase 125 milhões de pares. O Brasil está na 4º posição entre os produtores mundiais, atrás de China, Índia e Vietnã, e em 11º lugar entre os maiores exportadores. Dos pares produzidos, 49% eram de plástico ou borracha, 28,8% eram de laminado sintético e apenas 17,7% eram de couro. O maior polo do Brasil fica no Rio Grande do Sul (região do Vale dos Sinos, em 25 cidades ao redor de Novo Hamburgo). O estado brasileiro que mais exporta o produto é o Rio Grande do Sul: em 2019 exportou US$ 448,35 milhões. A maioria do produto vai para os Estados Unidos, Argentina e França. O consumo interno absorve grande parte da produção. O Estado tem ou criou algumas das fábricas mais importantes do Brasil no setor, como Beira Rio, Grendene, Ortopé, Piccadilly, Usaflex, Via Marte, Bebecê, Bottero e muitas outras. São Paulo tem polos calçadistas importantes, como o da cidade de Franca, especializado em calçados masculinos, na cidade de Jaú, especializado em calçados femininos e na cidade de Birigui, especializado em calçados infantis. Jaú, Franca e Birigui representam 92% da produção de calçados no Estado de São Paulo. Birigui tem 350 empresas, que geram cerca de 13 mil empregos, produzindo 45,9 milhões de pares por ano. 52% dos calçados infantis do país são produzidos nesta cidade. De Birigui vieram a maioria das fábricas mais famosas de calçados infantis do país, como: Klin, Pampili e Pé com Pé. Jaú tem 150 fábricas que produzem cerca de 130 mil pares de calçados femininos por dia. Já o setor calçadista de Franca tem cerca de 550 empresas e emprega cerca de 20 mil funcionários. De São Paulo vieram a maioria das fábricas mais famosas de calçados masculinos do país, como: Vulcabrás, Alpargatas, Rainha, Rafarillo, Democrata, Ferracini, West Coast, Sândalo, entre outras. Minas Gerais tem um polo especializado em tênis e calçados baratos em Nova Serrana. A cidade tem cerca de 830 indústrias, que, em 2017, produziram cerca de 110 milhões de pares. Porém, de modo geral, a indústra brasileira vem sofrendo para concorrer com o calçado chinês, que é imbatível no preço devido à diferença na cobrança de impostos de um país para o outro, fora a inexistência dos pesados tributos trabalhistas brasileiros na China, e o empresário brasileiro vem tendo que de investir em produtos de valor agregado, aliando qualidade e design, para conseguir sobreviver.

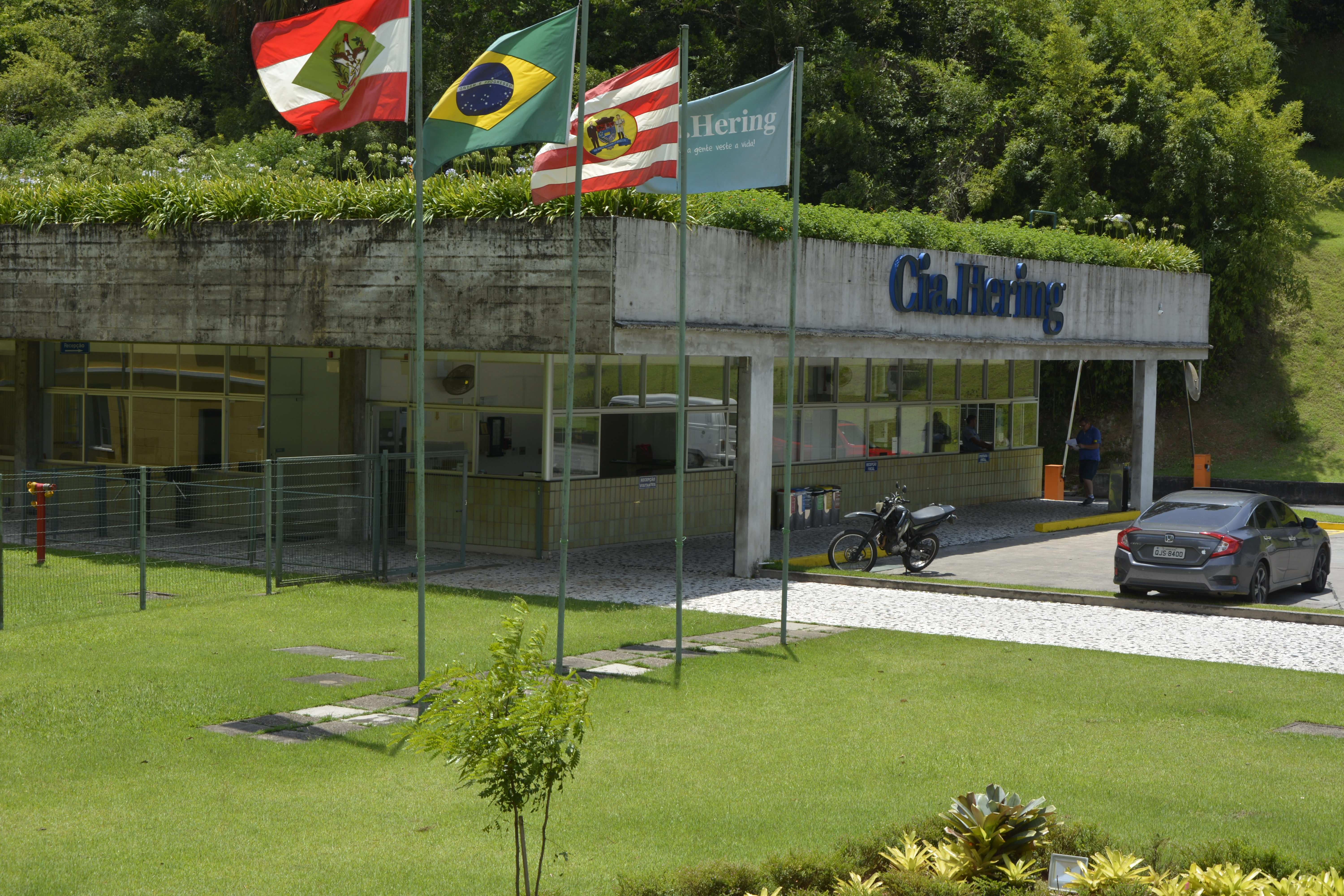
Sede da Hering, em Blumenau, Santa Catarina.

Na Indústria têxtil, o Brasil, apesar de estar entre os 5 maiores produtores do mundo em 2013, e ser representativo no consumo de têxteis e confecções, tem inserção no comércio global muito reduzida. As importações brasileiras figuraram, em 2015, como a 25ª maior no ranking (US$ 5,5 bilhões). E nas exportações, tinha somente a 40ª posição no ranking mundial. A participação do Brasil no comércio mundial de têxteis e confecções é somente de 0,3%, devido à dificuldade de competir em preço com os produtores da Índia e principalmente da China. O valor bruto da produção, que inclui o consumo de bens e serviços intermediários, da indústria têxtil brasileira correspondeu a quase R$ 40 bilhões em 2015, 1,6% do valor bruto da Produção Industrial do Brasil. O Sudeste tem 48,29% da produção, o Sul tem 32,65% e o Nordeste, 16,2%. Centro-Oeste (2,5%) e Norte (0,4%) são pouco representativos nessa atividade. São Paulo (37,4%) é o maior produtor. Minas Gerais tem 8,51% (3a maior produção do país, atrás de Santa Catarina). São 260 mil pessoas empregadas nesta atividade no país, 128 mil no Sudeste. Dentre os principais aglomerados têxteis do Brasil, destacam-se o Vale do Itajaí (SC), a Região Metropolitana de São Paulo (SP) e Campinas (SP). Juntas, essas três mesorregiões são responsáveis por 36% dos empregos formais dessa indústria. Haviam 2.983 empresas têxteis no Brasil em 2015. Em 2015, Santa Catarina era o 2º maior polo empregador têxtil e do vestuário do Brasil. Ocupava a liderança nacional na fabricação de travesseiros e é o maior produtor da América Latina e o segundo do mundo em etiquetas tecidas. É o maior exportador do País de roupas de toucador/cozinha, de tecidos atoalhados de algodão e de camisetas de malha de algodão. Algumas das empresas mais famosas da região são Hering, Malwee, Karsten e Haco.

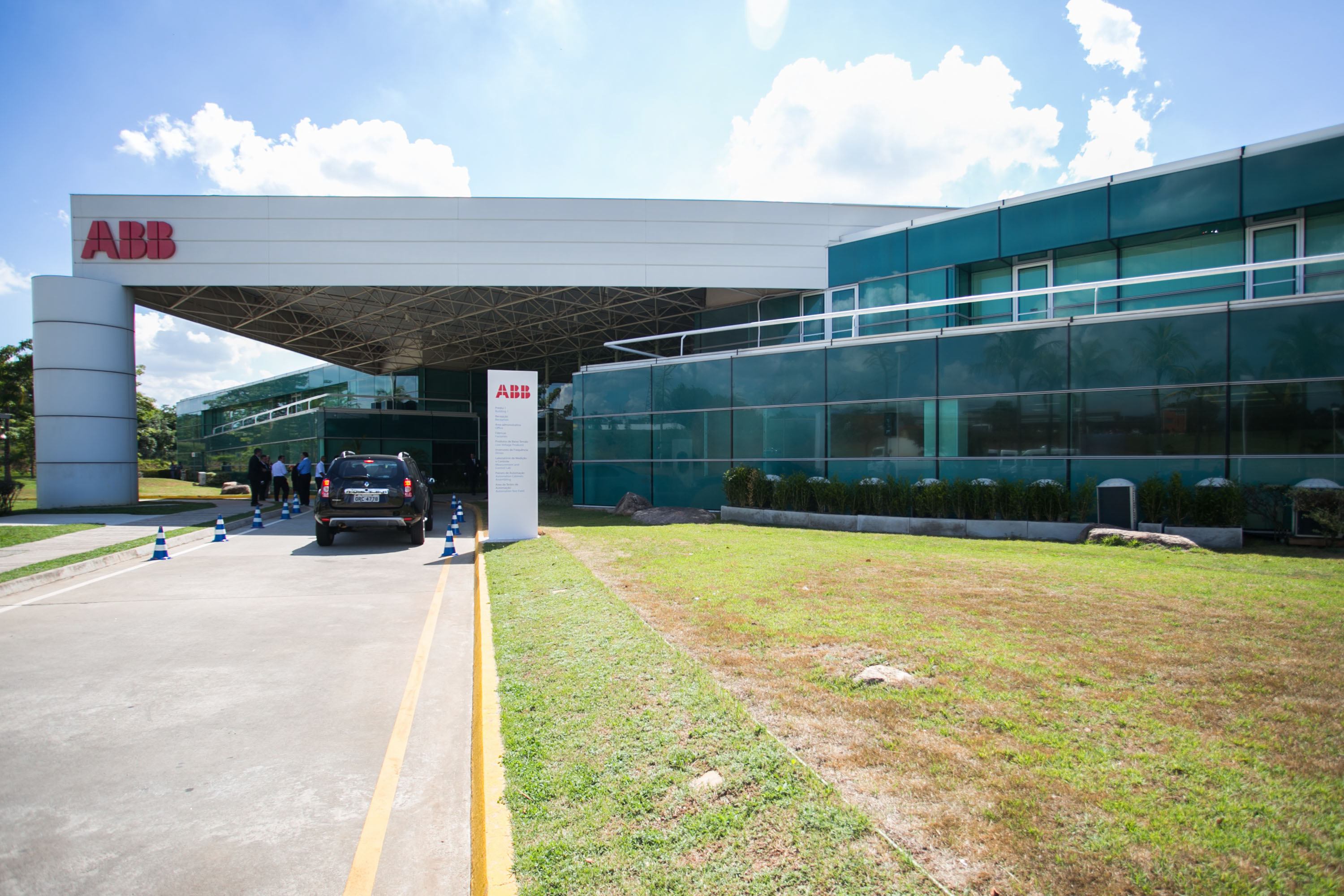
Fábrica da ABB em Sorocaba, São Paulo

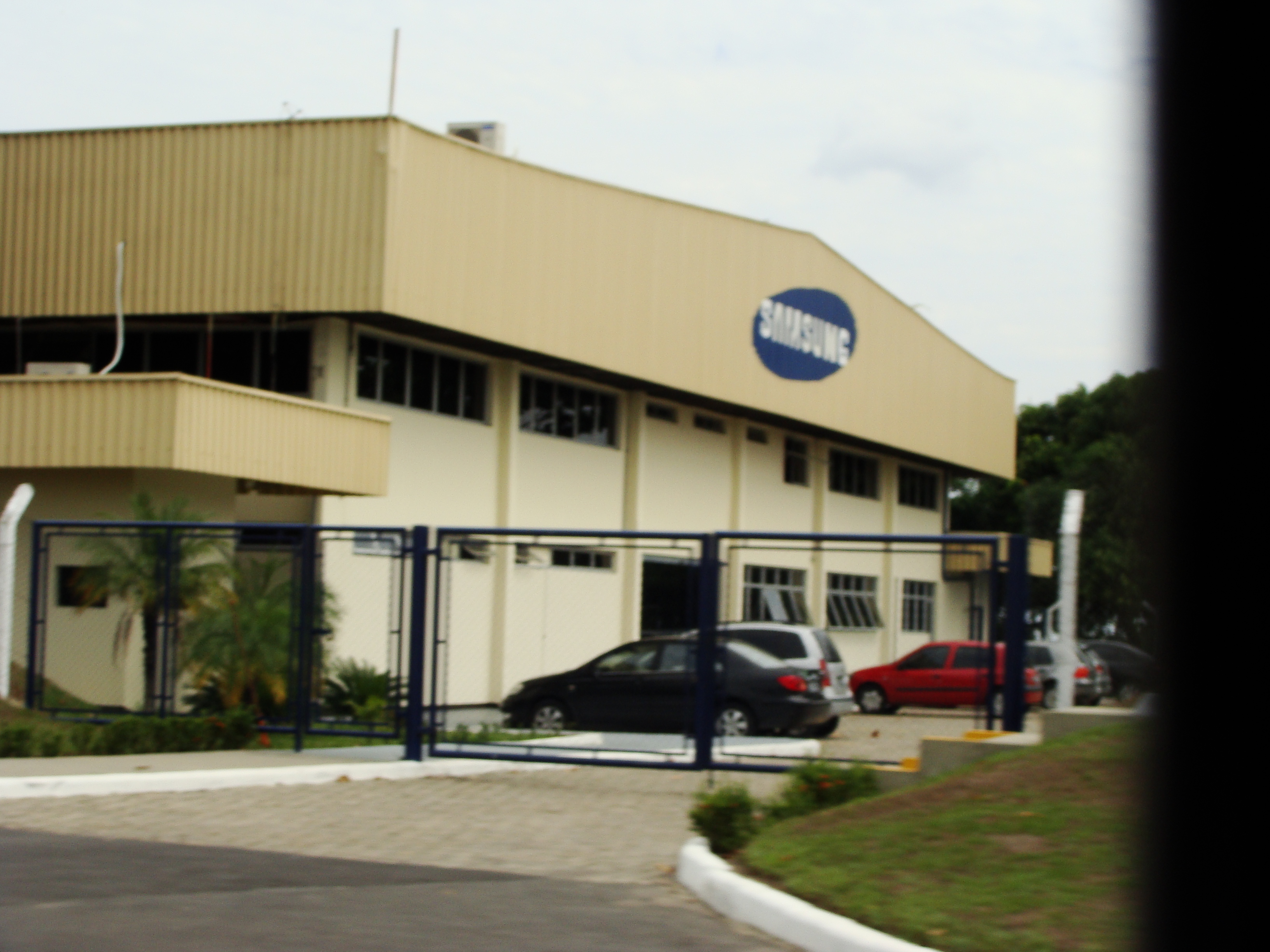
Fábrica da Samsung na Zona Franca de Manaus

Na Indústria eletroeletrônica, o faturamento das indústrias do Brasil atingiu R$ 153,0 bilhões no ano de 2019, cerca de 3% do PIB nacional. O número de empregados no setor era de 234,5 mil pessoas. As exportações foram de US$ 5,6 bilhões, e as importações do país foram de US$ 32,0 bilhões. O Brasil, apesar de seus esforços ao longo das décadas para se livrar da dependência de importação de tecnologia, ainda não conseguiu chegar neste patamar. As importações concentram-se em componentes caros, como processadores, microcontroladores, memórias, discos magnéticos sub montados, lasers, LED e LCD. Já cabos para telecomunicação e distribuição de energia elétrica, fios, fibras ópticas e conectores são fabricados no país. Os faturamentos das áreas de Automação Industrial e de Equipamentos industriais apresentaram acréscimos de 2,7% e 0,7%, respectivamente. O segmento de Geração, Transmissão e Distribuição de Energia Elétrica (GTD) teve queda real de 12%. Na área de Telecomunicações, o faturamento do segmento de infraestrutura cresceu 2%, enquanto que a área de telefones celulares ficou estável. O mercado de telefones celulares vendeu 48,6 milhões de unidades, com aumento de 3% na comparação com 2018. Deste total, os smartphones atingiram 45,4 milhões de unidades com incremento de 2% em relação a 2018, enquanto que os telefones celulares tradicionais somaram 3,2 milhões de unidades. No caso de bens de Informática, ficou estável. O total de PCs, notebooks, desktops e tablets comercializados no Brasil atingiram 9,2 milhões de unidades em 2019, com queda em relação ao ano anterior. Nos casos de Utilidades Domésticas e Material Elétrico de Instalação foram observados acréscimos reais de 5,5% e 10,3%. A área de Componentes Elétricos e Eletrônicos teve queda de 6%. O Brasil possui dois grandes polos de produção de eletroeletrônicos, localizados na Região Metropolitana de Campinas, no Estado de São Paulo, e na Zona Franca de Manaus, no Estado do Amazonas. Ali se concentram grandes empresas de tecnologia de renome internacional, e também parte das indústrias que participam de sua cadeia de suprimentos. O país possui ainda outros polos menores, como os municípios de São José dos Campos e São Carlos, no Estado de São Paulo; o município de Santa Rita do Sapucaí, no Estado de Minas Gerais; Recife, capital de Pernambuco; e Curitiba, capital do Paraná. Em Campinas há unidades industriais de grupos como General Electric, Samsung, HP e Foxconn, fabricante de produtos da Apple e Dell. São José dos Campos, é voltada à indústria de aviação. É ali que se encontra a sede da Embraer, companhia brasileira que é a terceira maior fabricante de aviões do mundo, depois da Boeing e da Airbus. Em Santa Rita do Sapucaí, 8 mil empregos estão vinculados ao setor, com mais de 120 empresas. A maioria produz equipamentos para o ramo das telecomunicações, como conversores (set-top Box), incluindo os utilizados na transmissão do sistema de TV digital. Na produção de celulares e outros eletrônicos, a Samsung produz em Campinas-SP; a Multilaser produz em Extrema-MG; a LG produz em Taubaté-SP; a Flextronics, que produz os celulares da Motorola, produz em Jaguariúna-SP; e a Semp-TCL produz em Cajamar-SP. O polo tecnológico de Curitiba conta com companhias como Siemens e Positivo Informática. Ao todo, 87 empresas e 16 mil funcionários trabalham no Tecnoparque, uma área de 127 mil metros quadrados criada por lei estadual em 2007. O Tecnoparque pode crescer até 400 mil metros quadrados e receber até quadro vezes o número de trabalhadores que possui hoje, alcançando 68 mil pessoas.

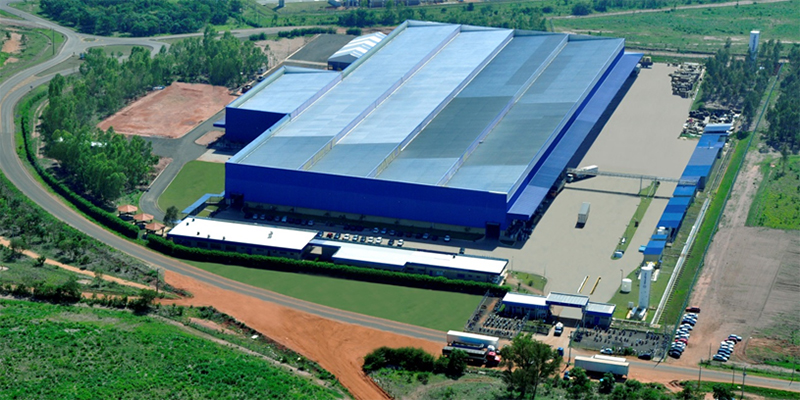
Fábrica da Metalfrio em Três Lagoas, Mato Grosso do Sul

Na indústria de eletrodomésticos, as vendas de equipamentos da chamada "linha branca" foram de 12,9 milhões de unidades em 2017. O setor teve seu pico de vendas em 2012, com 18,9 milhões de aparelhos. As marcas que mais venderam foram Brastemp, Electrolux, Consul e Philips. A Brastemp é originária de São Bernardo do Campo-SP. São Paulo também foi o local de fundação da Metalfrio. A Consul é originária de Santa Catarina, tendo se fundido com a paulista Brastemp e hoje fazendo parte da multinacional Whirlpool Corporation. Outra marca famosa do Sul foi a Prosdócimo, fundada em Curitiba, que foi vendida para a Electrolux. No setor de eletroportáteis, a brasileira Arno esteve 70 anos em São Paulo, e hoje sua fábrica se localiza em Itatiaia, RJ. A brasileira Britânia é originária de Curitiba.
No ramo metalúrgico o Sul tem uma das empresas mais famosas do país, a gaúcha Tramontina, que empresa mais de 8,5 mil funcionários e conta com 10 unidades fabris.
Outras empresas famosas do Sul são a Marcopolo, fabricante de carrocerias de ônibus, que tinha um valor de mercado de R$ 2,782 bilhões em 2015 e a Randon, grupo de 9 empresas especialista em soluções para o transporte, que reúne fabricantes de veículos, autopeças, e implementos rodoviários - emprega cerca de 11 mil pessoas e registrou um faturamento bruto em 2017 de R$ 4,2 bilhões.
Outra indústria importante, sediada no Rio de Janeiro, é a White Martins, que lida com fabricação de gases industriais e medicinais, como cilindros de oxigênio. É fornecedora de todos os polos petroquímicos brasileiros e uma das maiores fornecedoras da indústria siderúrgica. A empresa tem também forte presença no setor metal-mecânico, de alimentos, bebidas, meio ambiente e no segmento de clientes de pequeno consumo, no setor médico-hospitalar e na área de gás natural.

#### Dados por Estado
Sudeste, Sul e Centro-Oeste são responsáveis por 80% do PIB industrial nacional, conforme dados abaixo:
São Paulo tinha em 2017 um PIB industrial de R$ 378,7 bilhões, equivalente a 31,6% da indústria nacional e empregando 2.859.258 trabalhadores na indústria. Os principais setores industriais são: Construção (18,7%), Alimentos (12,7%), Químicos (8,4%), Serviços Industriais de Utilidade Pública, como Energia Elétrica e Água (7,9%) e Veículos Automotores (7,0%). Estes 5 setores concentram 54,7% da indústria do estado.
Estados brasileiros em relação ao PIB Industrial (2019)
Minas Gerais tinha em 2017 um PIB industrial de R$ 128,4 bilhões, equivalente a 10,7% da indústria nacional. Emprega 1.069.469 trabalhadores na indústria. Os principais setores industriais são: Construção (17,9%), Extração de Minerais Metálicos (15,2%), Alimentos (13,4%), Serviços Industriais de Utilidade Pública, como Energia Elétrica e Água (10,8%) e Metalurgia (10,5%). Estes 5 setores concentram 67,8% da indústria do estado.
O Rio de Janeiro tinha em 2017 um PIB industrial de R$ 104,6 bilhões, equivalente a 8,7% da indústria nacional e empregando 556.283 trabalhadores na indústria. Os principais setores industriais do Rio são: Construção (22,6%), Extração de Petróleo e Gás Natural (22,3%), Serviços Industriais de Utilidade Pública, como Energia Elétrica e Água (14,3%), Derivados do Petróleo e Biocombustíveis (14,1%) e Químicos (3,6%). Estes 5 setores concentram 76,9% da indústria do estado.
O Paraná tinha em 2017 um PIB industrial de R$ 92,8 bilhões, equivalente a 7,8% da indústria nacional. Emprega 763.064 trabalhadores na indústria. Os principais setores industriais são: Alimentos (19,1%), Serviços Industriais de Utilidade Pública, como Energia Elétrica e Água (18,5%), Construção (17,3%), Veículos Automotores (8,1%), e Derivados de Petróleo e Biocombustíveis (5,7%). Estes 5 setores concentram 68,7% da indústria do estado.
O Rio Grande do Sul tinha em 2017 um PIB industrial de R$ 82,1 bilhões, equivalente a 6,9% da indústria nacional. Emprega 762.045 trabalhadores na indústria. Os principais setores industriais são: Construção (18,2%), Alimentos (15,4%), Serviços Industriais de Utilidade Pública, como Energia Elétrica e Água (9,8%), Químicos (6,8%), e Máquinas e Equipamentos (6,6%). Estes 5 setores concentram 56,8% da indústria do estado.
Santa Catarina tinha em 2017 um PIB industrial de R$ 63,2 bilhões, equivalente a 5,3% da indústria nacional. Emprega 761.072 trabalhadores na indústria. Os principais setores industriais são: Construção (17,9%), Alimentos (15,9%), Vestuário (7,4%), Serviços Industriais de Utilidade Pública, como Energia Elétrica e Água (6,9%), e Têxteis (6,0%). Estes 5 setores concentram 54,1% da indústria do estado.
Goiás tinha em 2017 um PIB industrial de R$ 37,1 bilhões, equivalente a 3,1% da indústria nacional. Emprega 302.952 trabalhadores na indústria. Os principais setores industriais são: Construção (25,6%), Alimentos (25,2%), Serviços Industriais de Utilidade Pública, como Energia Elétrica e Água (17,2%) e Derivados do Petróleo e Biocombustíveis (7,4%) e Químicos (3,7%). Estes 5 setores concentram 79,1% da indústria do estado.
O Espírito Santo tinha em 2017 um PIB industrial de R$ 21,3 bilhões, equivalente a 1,8% da indústria nacional. Emprega 168.357 trabalhadores na indústria. Os principais setores industriais são: Extração de Petróleo e Gás Natural (23,0%), Construção (20,5%), Serviços Industriais de Utilidade Pública, como Energia Elétrica e Água (12,3%), Metalurgia (7,5%) e Celulose e Papel (6,6%). Estes 5 setores concentram 69,9% da indústria do estado.
Mato Grosso do Sul tinha em 2017 um PIB industrial de R$ 19,1 bilhões, equivalente a 1,6% da indústria nacional. Emprega 122.162 trabalhadores na indústria. Os principais setores industriais são: Serviços Industriais de Utilidade Pública, como Energia Elétrica e Água (23,2%), Construção (20,8%), Alimentos (15,8%), Celulose e Papel (15,1%) e Derivados do Petróleo e Biocombustíveis (12,5%). Estes 5 setores concentram 87,4% da indústria do estado.
Mato Grosso tinha em 2017 um PIB industrial de R$ 17,0 bilhões, equivalente a 1,4% da indústria nacional. Emprega 141.121 trabalhadores na indústria. Os principais setores industriais são: Construção (32,0%), Alimentos (27,9%), Serviços Industriais de Utilidade Pública, como Energia Elétrica e Água (18,6%), Bebidas (4,5%) e Derivados do Petróleo e Biocombustíveis (3,9%). Estes 5 setores concentram 86,9% da indústria do estado.
O Distrito Federal tinha em 2017 um PIB industrial de R$ 8,4 bilhões, equivalente a 0,7% da indústria nacional. Emprega 82.163 trabalhadores na indústria. Os principais setores industriais são: Construção (53,4%), Serviços Industriais de Utilidade Pública, como Energia Elétrica e Água (22,2%), Alimentos (7,2%), Bebidas (6,0%) e Minerais não-metálicos (3,0%). Estes 5 setores concentram 91,8% da indústria do estado.
Na Região Nordeste, a Bahia tem 4,4% do PIB industrial nacional, Pernambuco 2,7%, Ceará 1,9%, Maranhão 1,1%, Rio Grande do Norte 0,9%, Paraíba 0,7%, Sergipe 0,6%, Alagoas 0,5%  e Piauí 0,4%, num total geral aproximado de 13,2%.
Na Região Norte, o Pará tem 3,7% do PIB industrial nacional, Amazonas 2,2%, Rondônia 0,7%, Tocantins 0,4%, Amapá 0,1%, Acre 0,1%  e Roraima 0,1%, num total geral aproximado de 7,3%.

### Eletricidade
| Ano                     | 1950  | 1960  | 1970  | 1980  | 1990  | 2000  | 2010    | 2020    |
| Capacidade em gigawatts | 0.157 | 0.367 | 0.779 | 13.47 | 53.05 | 73.71 | 111.965 | 166.030 |
| Fonte                   |       |       |       |       |       |       | [ 153 ] | [ 154 ] |

### Petróleo
| Ano                | 1960 | 1970 | 1980 | 1990 | 2000  | 2006  |
| Mil barris por dia | 83   | 169  | 189  | 653  | 1,271 | 1,809 |

### Estatísticas
Eletricidade:
- Produção: 380 TWh (2004)
- Consumo: 391 TWh (2004)

Eletricidade - produção pela fonte: (2004)
- Outras fontes: 9%
- Hidrelétricas: 83%
- Térmica convencional: 4%
- Nucleares: 4%

Petróleo:
- Produção: 2,165 milhões barris / dia (2006)
- Consumo: 2,216 milhões barris / dia (2006)
- Importações: 0,051 milhões de barris / dia (2006
- Reservas provadas: 11,2 bilhões de barris (2006)
- Capacidade de refinação: 1,908 milhões barris / dia (2006)

Gás natural: 
- Produção: 9,88 bilhões de quilômetros cúbicos (2006)
- Consumo: 19,34 bilhões de quilômetros cúbicos (2006)
- Importações: 9,45 bilhões de quilômetros cúbicos (2006)
- Reservas provadas: 326 bilhões de quilômetros cúbicos (2006)

## Impacto ambiental
Durante muito tempo, em todo o mundo, prevaleceu a ideia de que os recursos naturais do planeta eram inesgotáveis e que a Terra tinha a capacidade de se auto-regenerar infinitamente. O Brasil não fugiu a esta tendência, mas hoje sabe-se que a aquela ideia é errônea. Porém, sua consequência foi a de as atividades industriais produzirem grande impacto ambiental negativo, pois não foram concebidas dentro de um modelo sustentável, e são grandes responsáveis pelos altos níveis de poluição do ar, do solo e das águas, pela destruição de ecossistemas e pelo declínio da biodiversidade nacional. Hoje sabe-se também que esses prejuízos ambientais não são externalidades à cadeia produtiva nem à geração de lucro, como antes se imaginava, e que eles, especialmente no longo prazo, desencadeiam perdas econômicas e sociais graves que afetam a própria produtividade industrial, na forma de limitações no acesso a recursos naturais e ao fornecimento de energia, de contaminação da água usada nos processos industriais, de queda na capacidade de aquisição do consumidor, de aumento do risco de desastres climáticos destruidores e outras maneiras.

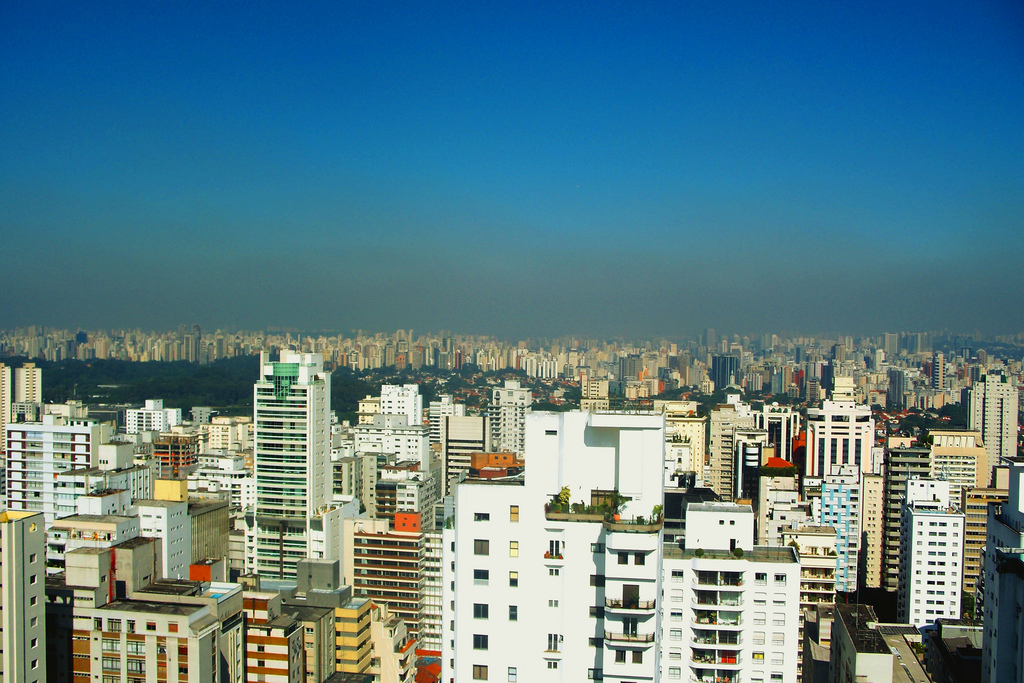
Nuvem de poluição sobre São Paulo.

Em 2012 Robson Braga de Andrade, presidente da Confederação Nacional da Indústria (CNI), afirmou que a sustentabilidade já não é considerada pelo empresariado uma jogada de marketing, mas sim uma necessidade prática, a fim de aumentar a produtividade e a competitividade e diminuir custos. A CNI publicou um documento ao longo dos trabalhos da conferência Rio+20 no mesmo ano, onde apresentou avanços em diversos setores, em que foi conseguida uma significativa redução do impacto ambiental, diminuindo as emissões de gases estufa, que produzem o aquecimento global, e aumentando os níveis de reciclagem de resíduos, o uso de recursos renováveis e o reaproveitamento da água.
Por outro lado, fontes independentes mostram que o caminho em direção à sustentabilidade ainda é longo.  A ex-ministra do Meio Ambiente Izabella Teixeira disse em 2012 que o Brasil encontra-se num estágio de transição entre o pensamento puramente desenvolvimentista e o sustentável. Uma análise de 2014 do Instituto de Estudos para o Desenvolvimento Industrial considerou que "a sustentabilidade deveria ser uma referência e um dos vetores do desenvolvimento brasileiro. O Brasil tem amplas condições de ser um dos países líderes no tema, mas a política brasileira voltada à indústria, exceto de forma marginal, o ignora". Segundo o Primeiro Relatório de Avaliação Nacional sobre Mudanças Climáticas, publicado em 2014, "o aumento na incidência de desastres ambientais está associado ao intenso processo de industrialização e urbanização verificado nas últimas décadas. [...] Não há dúvida, também, que a rápida urbanização e industrialização do país impuseram múltiplos problemas: poluição do ar e da água, aumento do consumo de energia, utilização dos recursos naturais de maneira desequilibrada, falta de saneamento, tratamento e disposição de lixo de forma inadequada, degradação ambiental generalizada, desmatamento e deterioração da qualidade de vida, principalmente em grandes centros urbanos". Uma pesquisa do CPI/PUC-Rio de 2018 concluiu que "o país pouco avançou no crescimento sustentável, principalmente na indústria".
Alguns setores são especialmente problemáticos, como a construção civil, que consome grandes quantidades de recursos naturais, desperdiça muito e gera muito lixo e poluição. O setor metalúrgico, segundo dados de 2017 do BNDES, é um dos maiores emissores industriais de gases do efeito estufa. Segundo um estudo do SENAI a indústria de processamento da carne tem importante participação na poluição dos rios através do despejo de resíduos orgânicos e efluentes químicos procedentes de frigoríficos. A indústria da fast fashion tem crescido aceleradamente no país, consome muitos recursos naturais e produz elevadas quantidades de lixo e desperdícios. Globalmente a indústria da moda já é a segunda mais poluidora, atrás apenas da indústria petrolífera.
Apesar dos progressos verificados, em alguns setores há retrocessos, e persistem deficiências conceituais, técnicas, infraestruturais e tecnológicas, altos índices de desperdício, contradições nas políticas públicas e sobretudo uma grande resistência em setores influentes do empresariado, da classe política e mesmo da população para que se efetivem as necessárias mudanças, principalmente pelo desconhecimento das implicações sistêmicas do desequilíbrio ecológico e pelas expectativas de lucro a curto prazo, havendo também relativamente poucos incentivos oficiais para estimular uma mudança em larga escala.